# الأمم المتحدة
منظمة الأمم المتحدة، وتعرف اختصارًا بالأمم المتحدة، هي مُنظمة حُكومية دَولية وواحدة من أكبر وأشهر المنظمات الدولية في القرن العشرين، تأسَّست عام 1945 بعد الحرب العالمية الثانية، وقد حدَّد ميثاق الأمم المتحدة الغاية من تأسيسها بالمحافظة على السلم والأمن الدوليين عن طريق اتخاذ تدابير جماعية فعَّالة لمنع وإزالة الأخطار التي تهدد السلام، وإلى تنمية العلاقات الودية بين الدول على أساس احترام مبدأ المساواة في الحقوق وتقرير المصير للشعوب وتعزيز وتشجيع احترام حقوق الإنسان والحريات الأساسية للجميع دون تمييز بسبب العرق أو الجنس أو اللغة أو الدين، بالإضافة لأن تكون مركزًا لتنسيق أعمال الدول في تحقيق هذه الغايات المشتركة. يقع المقر الرئيسي للأمم المتحدة على أرض دولية (حصانة محلية) في مدينة نيويورك، ولها مكاتب رئيسية أخرى في جنيف ونيروبي وفيينا ولاهاي.
تأسست الأمم المتحدة (خلفًا لعصبة الأمم) بهدف منع الحروب مستقبلًا، ففي 25 أبريل 1945 اجتمعت 50 دولة في سان فرانسيسكو وعقدت مؤتمرًا لصياغة ميثاق الأمم المتحدة، والذي اعتُمد في 26 يونيو 1945 ودخل حيِّز التنفيذ في 24 أكتوبر 1945 وهو نفس التاريخ الذي باشرت فيه الأمم المتحدة عملها. تشمل أهداف المنظمة وفقًا للميثاق الحفاظ على السلم والأمن الدوليين، وحفظ حقوق الإنسان، وتقديم المساعدات الإنسانية، وتعزيز التنمية المستدامة، ودعم القانون الدولي. بلغ عدد الدول الأعضاء عند تأسيس المنظمة 51 دولة، ومع انضمام جنوب السودان عام 2011 أصبح عدد الدول الأعضاء في المنظمة 193 دولة يمثلون تقريبًا جميع الدول ذات السيادة في العالم.
كانت مهمة المنظمة في الحفاظ على السلام العالمي معقَّدة في سنواتها الأولى بسبب الحرب الباردة بين الولايات المتحدة والاتحاد السوفيتي وحلفائهما. تألَّفت بعثاتها في المقام الأول من مراقبين عسكريين غير مسلحين وقوات مسلحة بأسلحة خفيفة، وتولَّت المتابعة والإبلاغ وبناء الثقة بالدرجة الأولى.
نمت عضوية الأمم المتحدة بشكل ملحوظ بعد إنهاء الاستعمار واسع النطاق منذ ستينيات القرن العشرين. ومنذ ذلك الحين نالت 80 مستعمرة سابقة استقلالها بما في ذلك 11 إقليمًا مشمولًا بالوصاية وظلت تحت رقابة مجلس الوصاية التابع للأمم المتحدة. بحلول سبعينيات القرن العشرين تجاوزت ميزانية الأمم المتحدة المخصصة لبرامج التنمية الاقتصادية والاجتماعية الإنفاق على حفظ السلام بكثير. حولت الأمم المتحدة عملياتها الميدانية ووسعتها بعد نهاية الحرب الباردة، إذ قامت بمجموعة متنوعة من المهام المعقدة.
تتكون الأمم المتحدة من ستة أجهزة رئيسية وهي: الجمعية العامة، ومجلس الأمن، والمجلس الاقتصادي والاجتماعي، ومجلس الوصاية، ومحكمة العدل الدولية، والأمانة العامة. تضم منظومة الأمم المتحدة العديد من الوكالات المتخصصة والصناديق والبرامج مثل مجموعة البنك الدولي ومنظمة الصحة العالمية وبرنامج الغذاء العالمي واليونيسكو واليونيسيف. يجوز منح المنظمات غير الحكومية كذلك صفة استشارية لدى المجلس الاقتصادي والاجتماعي والوكالات الأخرى للمشاركة في عمل الأمم المتحدة.
يعدّ الأمين العام كبير المسؤولين الإداريين في الأمم المتحدة، ويشغل المنصب حاليًا السياسي والدبلوماسي البرتغالي أنطونيو غوتيريش رئيس وزراء البرتغال الأسبق، الذي بدأ فترة ولايته للخمس سنوات الأولى في 1 يناير 2017 وأعيد انتخابه في 8 يونيو 2021. تحصل المنظمة على التمويل من خلال المساهمات المقررة والطوعية من الدول الأعضاء، وقد بلغت ميزانية الأمم المتحدة لعام 2020 ما يقارب 3,1 مليار دولار، ينفق جزء كبير منها على مهمتها الأساسية المتمثلة في إحلال السلام والأمن.
فازت الأمم المتحدة وموظفوها ووكالاتها بالعديد من جوائز نوبل للسلام، على الرغم من تباين التقييمات الأخرى لفعاليتها. يعتقد بعض المعلقين أن المنظمة قوة مهمة للسلام والتنمية البشرية، بينما وصفها آخرون بأنها غير فعالة أو متحيزة أو فاسدة.

## تاريخ

### خلفية الأحداث
في القرن السابق لتأسيس الأمم المتحدة؛ تشكلت العديد من المنظمات الدولية مثل اللجنة الدولية للصليب الأحمر بهدف ضمان الحماية والمساعدة لضحايا النزاعات المسلحة والصراعات.
في عام 1914، أدت عملية اغتيال لشخصية سياسية في سراييفو إلى إشعال شرارة سلسلة من الأحداث التي تسببت في النهاية باندلاع الحرب العالمية الأولى. ومع نزول المزيد والمزيد من الشباب إلى خنادق المعارك، بدأت الأصوات المؤثرة في بريطانيا والولايات المتحدة تدعو إلى تأسيس هيئة دولية دائمة للحفاظ على السلام في عالم ما بعد الحرب. كان الرئيس وودرو ويلسون مدافعًا صريحًا عن هذا المفهوم، وفي عام 1918 قام برسم تخطيطي للهيئة الدولية في نقاطه الأربعة عشر لإنهاء الحرب. في نوفمبر 1918 وافقت قوى المركز على هدنة لوقف القتال في الحرب العالمية الأولى، وبعد شهرين التقى الحلفاء في مؤتمر باريس للسلام للتوصل إلى شروط سلام رسمية واتفقوا على تأسيس عصبة الأمم. في صيف عام 1919 قدم ويلسون معاهدة فرساي وميثاق عصبة الأمم إلى مجلس الشيوخ الأمريكي الذي رفض الموافقة على التصديق. في 10 يناير 1920 ظهرت عصبة الأمم رسميًا إلى الوجود عندما دخل ميثاق عصبة الأمم الذي صادقت عليه 42 دولة في عام 1919 حيز التنفيذ. عمل مجلس العصبة بصفته نوعاً من الهيئات التنفيذية بغرض الإشراف على أعمال الجمعية. بدأت العصبة بأربعة أعضاء دائمين وهم المملكة المتحدة وفرنسا وإيطاليا واليابان، وعلى الرغم من أن الولايات المتحدة لم تنضم أبدًا إلى العصبة إلا أنها دعمت مهامها الاقتصادية والاجتماعية من خلال عمل المؤسسات الخيرية الخاصة وبإرسال ممثلين عنها إلى اللجان.
أثبتت عصبة الأمم عدم فعاليتها في الثلاثينيات بعد أن كانت قد حققت بعض النجاحات والإخفاقات خلال عشرينيات القرن الماضي، فشلت عصبة الأمم في فبراير عام 1933 في اتخاذ إجراءات لوقف الغزو الياباني لمنشوريا، إذ صوتت أربعون دولة في عصبة الأمم لصالح انسحاب اليابان من منشوريا ولكن اليابان صوتت ضد وقف الحرب وانسحبت من العصبة بدلاً من الانسحاب من منشوريا. كما فشلت عصبة الأمم في منع الحرب الإيطالية الإثيوبية الثانية بالرغم من محاولتها التفاوض مع بينيتو موسوليني الذي استغل الوقت لإرسال جيش إلى إفريقيا. وضعت عصبة الأمم خطة لموسوليني ليستولي على جزء صغير فقط من إثيوبيا، لكنه تجاهل العصبة وغزا إثيوبيا. حاولت عصبة الأمم فرض عقوبات على إيطاليا، لكن إيطاليا كانت قد غزت إثيوبيا بالفعل وكانت عصبة الأمم قد بدأت بالتفكك. انسحبت إيطاليا ودول أخرى من العصبة بعد الغزو الإيطالي لأثيوبيا، وبعد أن أدركت الدول أنَّ عصبة الأمم فشلت بدأت الدول مرة أخرى في إعادة تسليح جيوشها بأسرع ما يمكن.
خلال عام 1938 حاولت بريطانيا وفرنسا التفاوض بشكل مباشر مع هتلر ولكن المفاوضات فشلت في عام 1939 عندما غزا هتلر تشيكوسلوفاكيا. وعندما اندلعت الحرب العالمية الثانية عام 1939 كانت مكاتب العصبة قد أُغلقت وبقي مقرها الرئيسي في جنيف فارغًا طوال الحرب.

### تصريحات حلفاء الحرب العالمية الثانية
كانت الخطوة المحددة الأولى نحو تأسيس الأمم المتحدة هي مؤتمر الحلفاء الذي أدى إلى إعلان قصر سانت جيمس في 12 يونيو 1941. وبحلول أغسطس عام 1941 صاغ الرئيس الأمريكي فرانكلين روزفلت ورئيس الوزراء البريطاني ونستون تشرشل ما عرف بـ (ميثاق الأطلسي) لتحديد أهداف عالم ما بعد الحرب. في الاجتماع اللاحق لمجلس الحلفاء في لندن في 24 سبتمبر 1941 تبنَّت الحكومات الثماني في المنفى للبلدان الواقعة تحت احتلال دول المحور جنبًا إلى جنب مع الاتحاد السوفيتي وممثلي القوات الفرنسية الحرة بالإجماع الالتزام بالمبادئ المشتركة للسياسة التي وضعتها بريطانيا والولايات المتحدة.

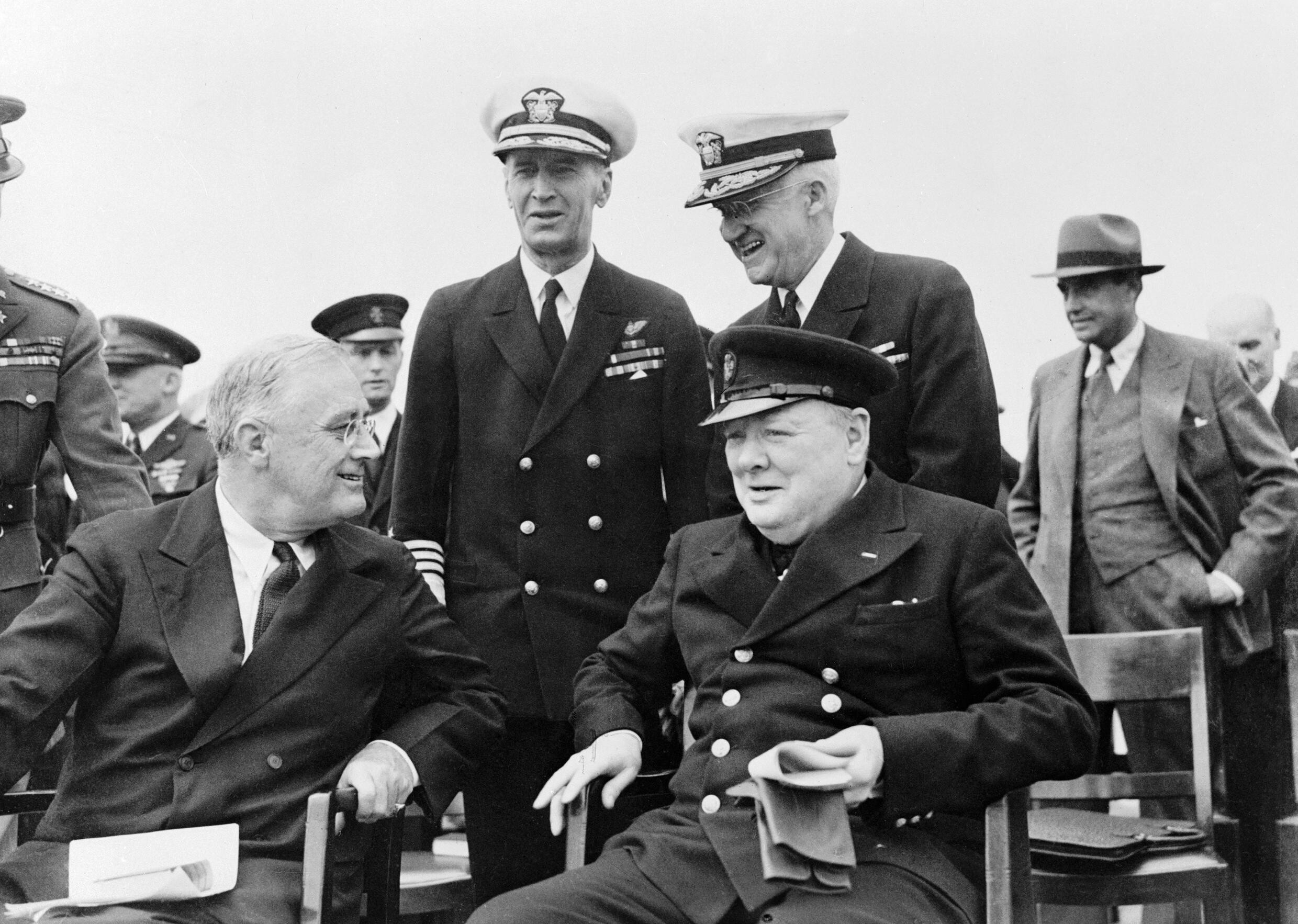
فرانكلين روزفلت وونستون تشرشل في مؤتمر الأطلسي عام 1941.

التقى الرئيس روزفلت ورئيس الوزراء تشرشل في البيت الأبيض في ديسمبر 1941 لحضور مؤتمر أركاديا، صاغ روزفلت مصطلح (الأمم المتحدة) لوصف دول الحلفاء، وقَبِل تشرشل بالمصطلح مشيرًا إلى أنه استُخدم سابقًا من قبل اللورد بايرون في قصيدة بعنوان (ذهاب تشايلد هارولد للحج). تمت صياغة نص إعلان الأمم المتحدة في 29 ديسمبر 1941 من قبل هاري هوبكنز (مساعد روزفلت وتشرشل). أُدرجت الاقتراحات السوفيتية في النص لكنها لم تشر إلى أي دور لفرنسا، كان أحد التغييرات الرئيسية في نص إعلان الأمم المتحدة مقارنة بميثاق الأطلسي هو إضافة بند للحرية الدينية والذي وافق عليه ستالين بعد إصرار روزفلت.
ظهرت فكرة روزفلت عن القوى الأربعة في إشارة إلى دول الحلفاء الرئيسية الأربعة وهي الولايات المتحدة والمملكة المتحدة والاتحاد السوفيتي وجمهورية الصين في إعلان الأمم المتحدة. وفي يوم رأس السنة الجديدة عام 1942 وقَّع الرئيس الأمريكي روزفلت ورئيس الوزراء البريطاني تشرشل والدبلوماسي مكسيم ليتفينوف من اتحاد الجمهوريات الاشتراكية السوفياتية والسياسي الصيني سونغ تسي فونغ على إعلان الأمم المتحدة، وفي اليوم التالي وقَّع ممثلو اثنتين وعشرين دولة أخرى على الإعلان، وخلال الحرب العالمية الثانية أصبحت (الأمم المتحدة) المصطلح الرسمي للحلفاء، وللانضمام إليها كان يتوجب على الدول التوقيع على إعلان الأمم المتحدة أولًا ثم إعلان الحرب على دول المحور ثانيًا.
نتج عن مؤتمر موسكو في أكتوبر 1943 ما دُعي بـ (إعلان موسكو) بما في ذلك إعلان القوى الأربع بشأن الأمن العام الذي يهدف إلى إنشاء منظمة دولية عامة في أقرب وقت ممكن، كان هذا أول إعلان عام عن التفكير في إنشاء منظمة دولية جديدة تحل محل عصبة الأمم، تبع ذلك مؤتمر طهران بعد ذلك بوقت قصير، حين التقى روزفلت وتشرشل وستالين لأول مرة وناقشوا فكرة تأسيس منظمة دولية بعد الحرب.

### التأسيس
صيغت المنظمة الدولية الجديدة وعُقدت مفاوضات بشأنها بين وفود رجال الشرطة الأربعة في مؤتمر دومبارتون أوكس الذي عُقد من 21 سبتمبر إلى 7 أكتوبر عام 1944، واتفقوا على مقترحات لأهداف وهيكل تنظيمي ومهمة للمنظمة الدولية الجديدة، تطلّب حل جميع القضايا عقد مؤتمر آخر وهو مؤتمر يالطا بالإضافة إلى المزيد من المفاوضات مع موسكو.

رسم توضيحي لخط زمني لعضويات الدول في الأمم المتحدة، وفقاً لمعلومات الأمم المتحدة. لاحظ أن أنتاركتيكا لا يوجد بها أي حكومات. بالنسبة للسيطرة السياسة في الصحراء الغربية فهي محل نزاع. أما إقليمي تايوان وكوسوفو، فهما في اعتبار الأمم المتحدة مقاطعات تحت حكم الصين وجمهورية صربيا، على التوال

بحلول 1 مارس من عام 1945، وقّعت 21 دولة إضافية على إعلان الأمم المتحدة. وبعد أشهر من التخطيط، افتُتح مؤتمر الأمم المتحدة حول المنظمات الدولية في سان فرانسيسكو في 25 أبريل 1945 بحضور 50 دولة وعدد من المنظمات غير الحكومية. دعت دول رجال الشرطة الأربعة الراعية للمؤتمر الدول الأخرى للمشاركة، وترأس رؤساء وفود الدول الأربعة هذه الجلسات العامة. حث وينستون تشرشل روزفلت على إعادة فرنسا إلى وضعها كقوة كبرى في أعقاب تحرير باريس في أغسطس من عام 1944. اكتمل صياغة ميثاق الأمم المتحدة خلال الشهرين التاليين ووقَّع عليه في 26 يونيو من عام 1945 ممثلو 50 دولة. تأسست الأمم المتحدة بشكل رسمي في 24 أكتوبر من عام 1945، وأُقر الميثاق من قبل الأعضاء الخمسة الدائمين في مجلس الأمن – الولايات المتحدة وبريطانيا وفرنسا والاتحاد السوفييتي والصين – وبأغلبية الموقعين ال46 الآخرين.
عُقدت الاجتماعات الأولى للجمعية العامة بمشاركة 51 دولة، وانعقد مجلس الأمن في لندن ابتداءً من يناير من عام 1946. بدأت في الحال المناقشات التي تناولت القضايا الهامة مثل وجود القوات الروسية في أذربيجان الإيرانية وانتشار القوات البريطانية في اليونان، وفي غضون أيام استُخدم أول حق نقض (الفيتو). عمل الدبلوماسي البريطاني غلادوين جيب أمينًا عامًا بالإنابة.
اختارت الجمعية العامة مدينة نيويورك كموقع لمقر الأمم المتحدة، بدأ بناء المقر في 14 سبتمبر من عام 1948، واكتمل بناؤه في 9 أكتوبر من عام 1952، حُدد موقع الجمعية العامة – شأنه شأن مقر الأمم المتحدة في جنيف وفيينا ونيروبي- كأرض دولية. وانتُخب وزير الخارجية النرويجي تريغفه لي ليكون أول أمين عام للأمم المتحدة.

### عصر الحرب الباردة
على الرغم من أن المهمة الأساسية للأمم المتحدة هي حفظ السلام، إلا أن الانقسام بين الولايات المتحدة واتحاد الجمهوريات الاشتراكية السوفياتية غالبًا ما أعاق عمل المنظمة، مما جعلها تتدخل فقط في النزاعات البعيدة عن الحرب الباردة بين البلدين. كان هناك استثناءين بارزين الأول هو قرار مجلس الأمن في 7 يوليو 1950 الذي سمح بتشكيل تحالف بقيادة الولايات المتحدة لصد غزو كوريا الشمالية لجارتها الجنوبية ومُرر في غياب الاتحاد السوفيتي، أما الثاني فكان توقيع اتفاقية الهدنة الكورية في 27 يوليو 1953.

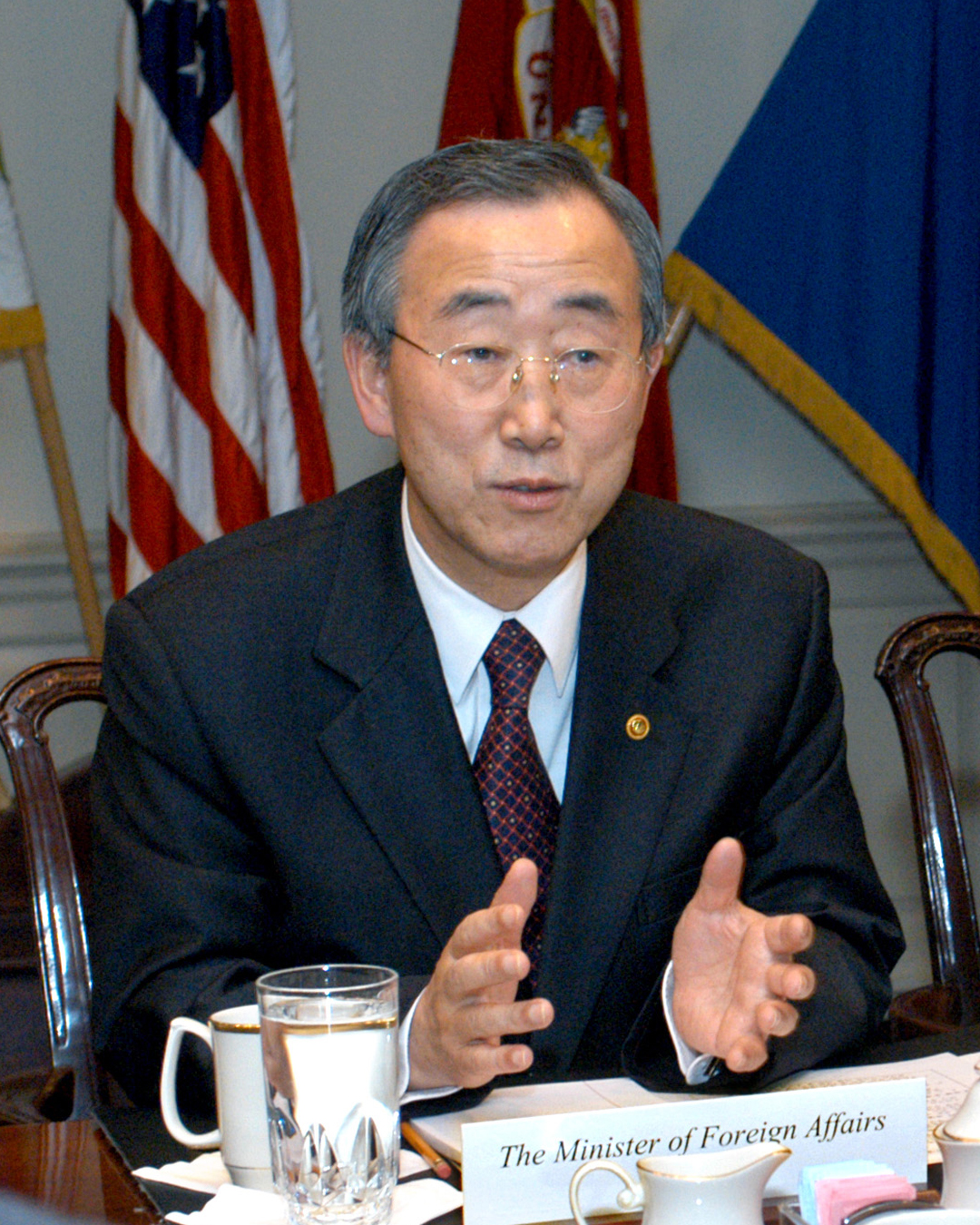
بان كي مون الأمين العام السابق للأمم المتحدة.

في 29 نوفمبر 1947 وافقت الجمعية العامة للأمم المتحدة على قرار تقسيم فلسطين، معترفةً بذلك بتأسيس دولة إسرائيل. بعد ذلك بعامين تفاوض رالف بانش ممثل الأمم المتحدة على هدنة لإنهاء الصراع بين الطرفين. في 7 نوفمبر 1956 تأسست قوة الطوارئ الأولى التابعة للأمم المتحدة لإنهاء أزمة السويس. ومع ذلك فشلت الأمم المتحدة في منع الاتحاد السوفياتي من غزو المجر الذي تزامن مع اندلاع الثورة فيها عام 1956.
في 14 يوليو 196، أعلنت الأمم المتحدة عن بدء عملية الأمم المتحدة في الكونغو وكانت أكبر قوة عسكرية في عقودها الأولى بهدف فرض النظام في دولة كاتانغا الانفصالية وإعادتها إلى سيطرة جمهورية الكونغو الديمقراطية بحلول 11 مايو 1964. وأثناء سفر الأمين العام آنذاك داغ همرشولد للقاء زعيم المتمردين مويس تشومبي خلال فترة الصراع بين الدولتين، توفي في حادث تحطم طائرة، كان ينظر إلى داغ همرشولد كأحد الأمناء العامين الأكثر فاعلية للأمم المتحدة وحصل بعد أشهر من وفاته على جائزة نوبل للسلام. في عام 1964 نشر السياسي البورمي يو ثانت (خليفة همرشولد) قوة حفظ السلام التابعة للأمم المتحدة في قبرص، والتي أصبحت واحدة من أطول مهام حفظ السلام التابعة للأمم المتحدة.

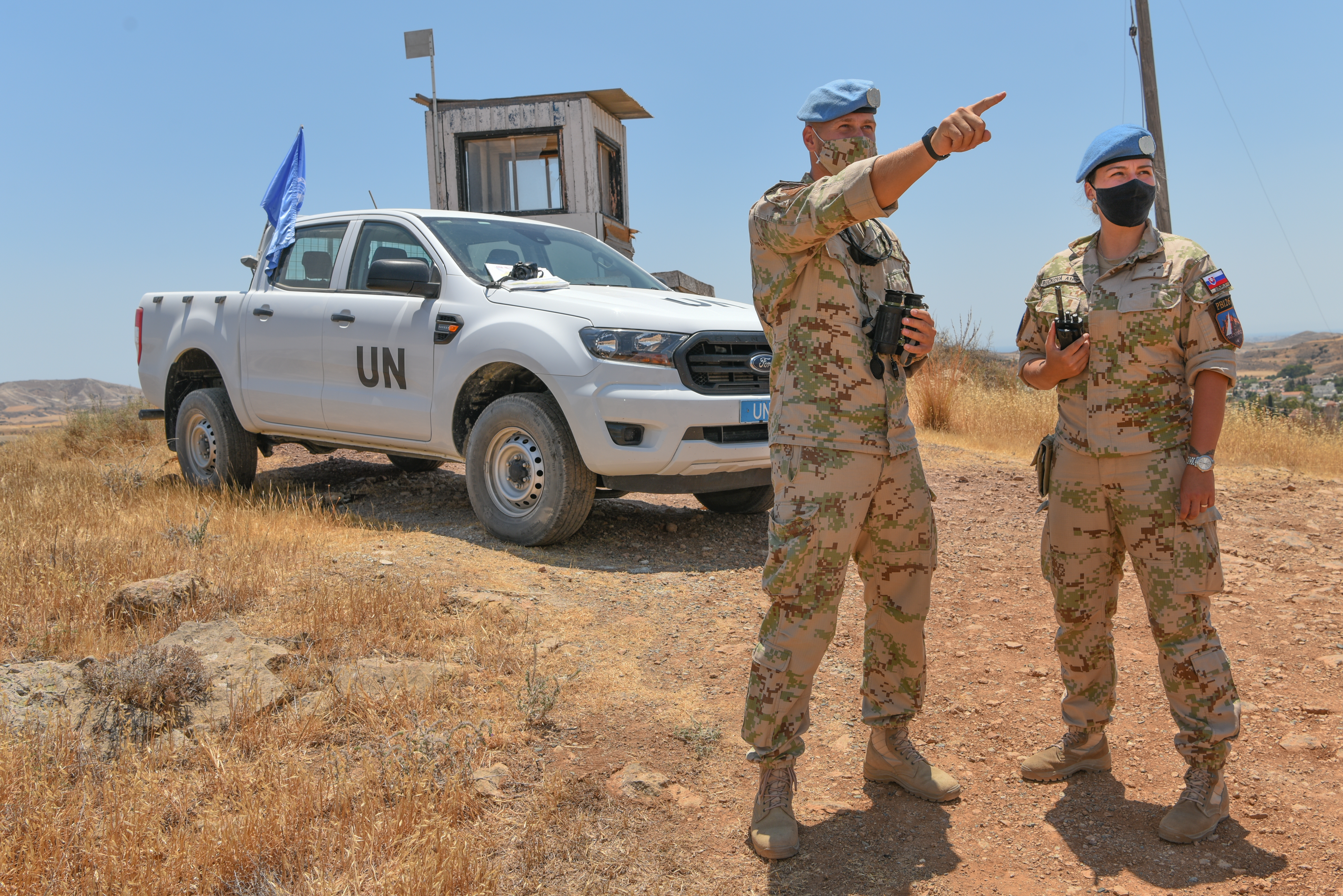
قوات حفظ السلام التابعة للأمم المتحدة في إحدى المهمات.

مع بداية عهد انتهاء الاستعمار في الستينيات، تسابقت الدول المستقلة حديثًا للانضمام إلى المنظمة، ففي عام 1960 فقط انضمت 17 دولة جديدة إلى الأمم المتحدة منها 16 دولة من إفريقيا. في 25 أكتوبر 1971 (وبالرغم من معارضة الولايات المتحدة ولكن بدعم من العديد من دول العالم الثالث) مُنح مقعد في مجلس الأمن لجمهورية الصين الشعبية الشيوعية بدلًا من المقعد السابق الذي كان من نصيب جمهورية الصين التي احتلت تايوان، كان ينظر إلى التصويت على نطاق واسع على أنه علامة على تراجع النفوذ الأمريكي في المنظمة. أسَّست دول العالم الثالث بقيادة الجزائر تحالفا أطلق عليه اسم مجموعة الـ 77 والذي كان لفترة وجيزة قوة مهيمنة في الأمم المتحدة. في 10 نوفمبر 1975 أصدرت مجموعة مؤلفة من الاتحاد السوفيتي ودول العالم الثالث قرارًا، على الرغم من المعارضة الأمريكية والإسرائيلية الشديدة، يصف الصهيونية بأنها عنصرية، لكن القرار ألغي في 16 ديسمبر 1991 بعد وقت قصير من انتهاء الحرب الباردة.
مع الوجود المتزايد في العالم الثالث وفشل وساطة الأمم المتحدة في النزاعات في الشرق الأوسط وفيتنام وكشمير، حولت الأمم المتحدة اهتمامها بشكل متزايد إلى أهدافها الثانوية ظاهريًا للتنمية الاقتصادية والتبادل الثقافي، بحلول السبعينيات كانت ميزانية الأمم المتحدة للتنمية الاجتماعية والاقتصادية أكبر بكثير من الميزانية المخصصة لحفظ السلام.

### ما بعد الحرب الباردة

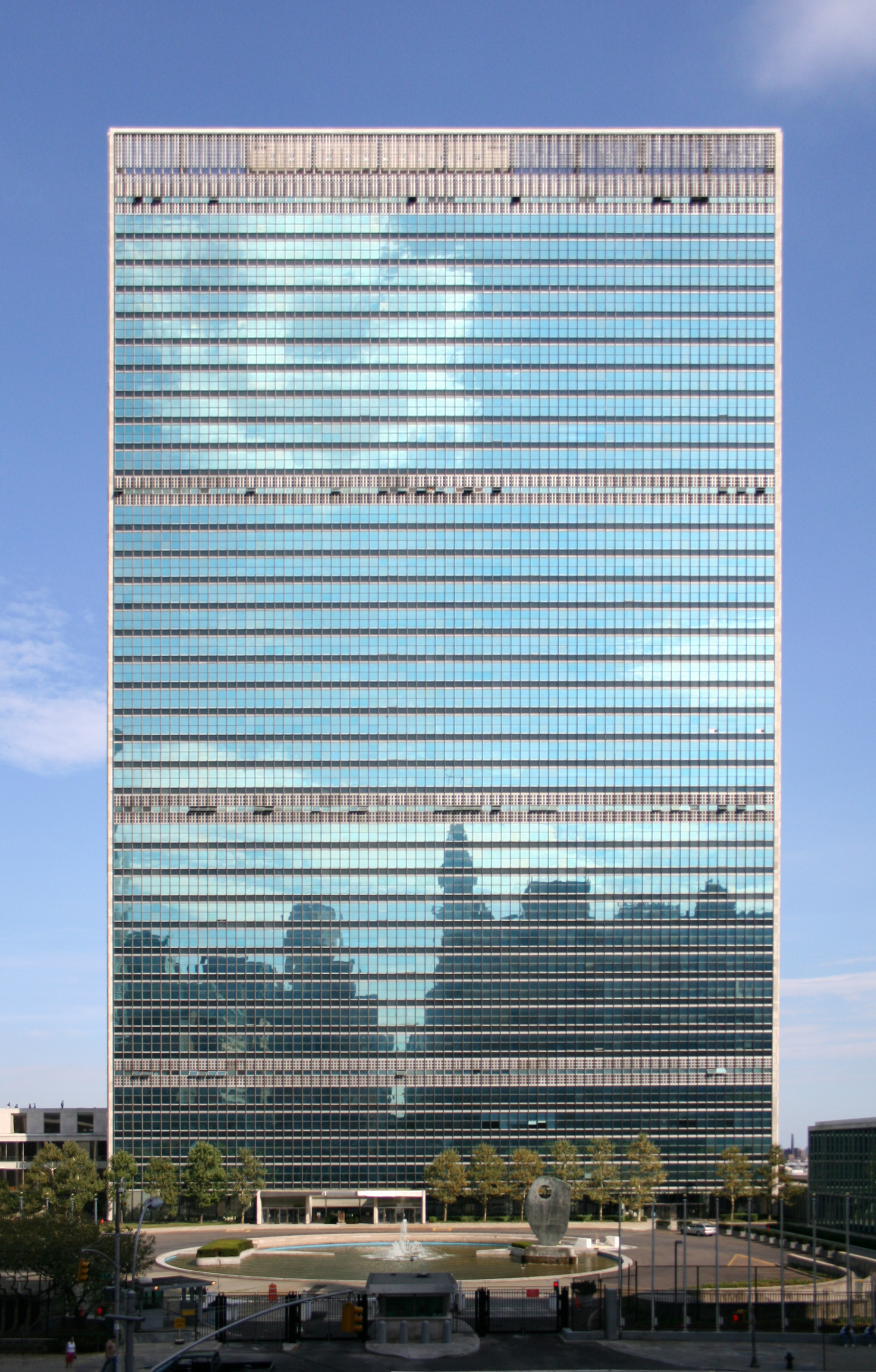
مبنى الأمم المتحدة في مدينة نيويورك.

وسَّعت الأمم المتحدة بعثاتها لحفظ السلام بشكل كبير بعد الحرب الباردة، إذ بلغ عدد بعثات حفظ السلام في غضون خمس سنوات فقط أكثر من البعثات في العقود الأربعة السابقة مجتمعة. بين عامي 1988 و 2000، تضاعف عدد القرارات التي تُبناها مجلس الأمن وازدادت الميزانية المخصصة لحفظ السلام بأكثر من عشرة أضعاف.
تدخلت الأمم المتحدة في مفاوضات إنهاء الحرب الأهلية في السلفادور، وأطلقت مهمة ناجحة لحفظ السلام في ناميبيا، وأشرفت على انتخابات ديمقراطية لما بعد فترة نظام الفصل العنصري (أبارتايد) في جنوب أفريقيا وبعد فترة الخمير الحمر في كمبوديا. في عام 1991 سمحت الأمم المتحدة بتشكيل تحالف بقيادة الولايات المتحدة لصد الغزو العراقي للكويت. وصف بريان أوركهارت وكيل الأمين العام من عام 1971 إلى عام 1985 الآمال التي أثيرت من خلال هذه النجاحات بأنها «نهضة زائفة» للمنظمة بالنظر إلى المهام الأكثر اضطراباً التي تلت ذلك.
ابتداءً من العقود الأخيرة من الحرب الباردة، شجب النقاد الأمريكيون والأوروبيون للأمم المتحدة المنظمة لسوء الإدارة والفساد الملحوظ. في عام 1984 سحب الرئيس الأمريكي رونالد ريغان تمويل بلاده من منظمة الأمم المتحدة للتربية والعلم والثقافة (اليونسكو) بسبب مزاعم بسوء الإدارة، تلاه المملكة المتحدة وسنغافورة. بدأ بطرس بطرس غالي الأمين العام للأمم المتحدة في الفترة من 1992 إلى 1996 بإصلاح الأمانة العامة مما أدى إلى تقليص حجم المنظمة إلى حد ما، وأجرى خليفته كوفي عنان (1997-2006) مزيدًا من الإصلاحات الإدارية لمواجهة تهديدات الولايات المتحدة بحجب مستحقاتها لدى الأمم المتحدة.

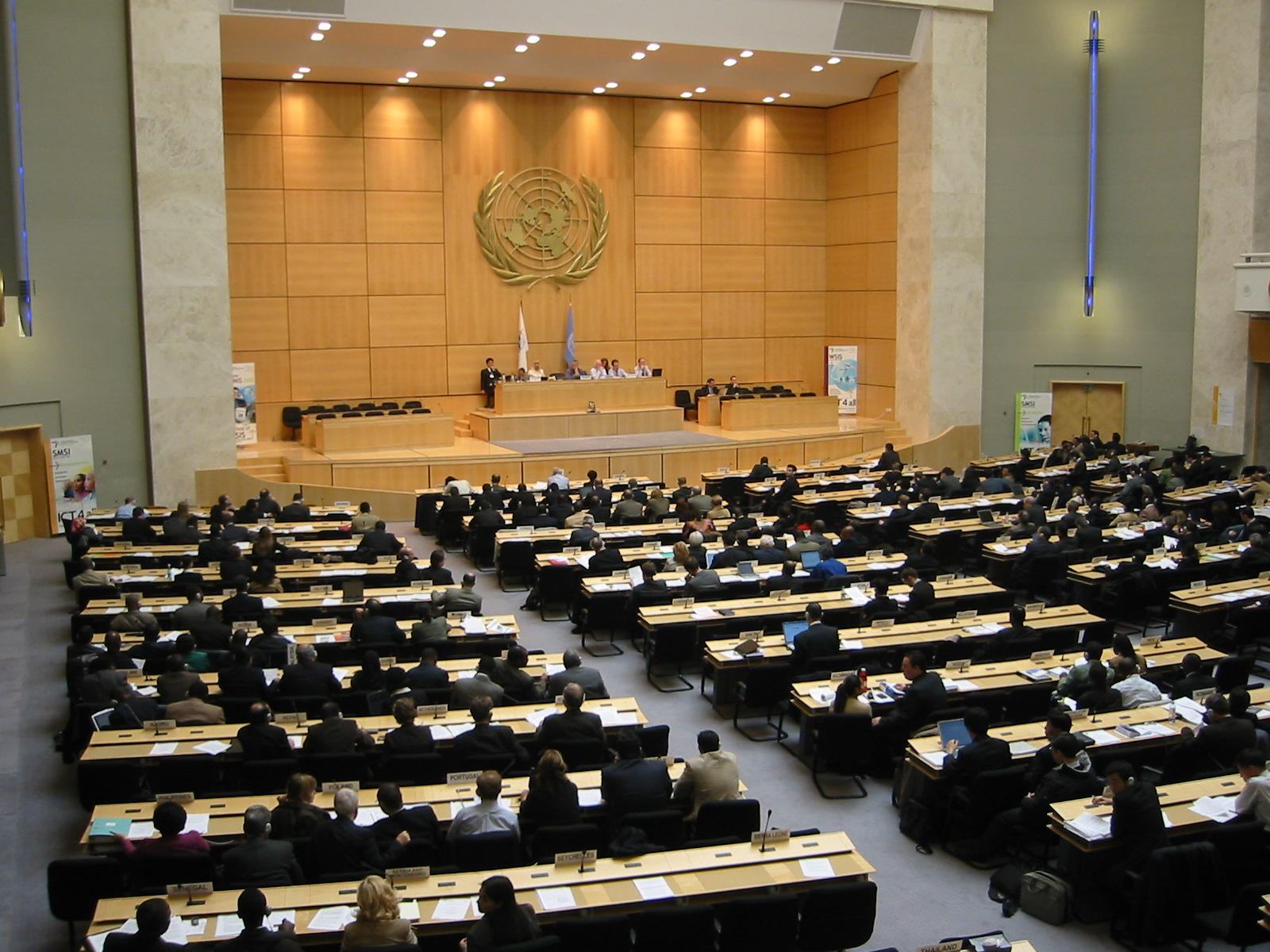
الجلسة التمهيدية الثانية للقمة العالمية في مبنى منظمة الأمم المتحدة، جنيف، سويسرا. فبراير 2005

على الرغم من أن ميثاق الأمم المتحدة قد كُتب في المقام الأول لمنع اعتداء دولة على دولة أخرى، فقد واجهت الأمم المتحدة في أوائل التسعينيات عددًا من الأزمات الخطيرة المتزامنة داخل بعض الدول مثل الصومال وهايتي وموزمبيق ويوغوسلافيا السابقة. كان ينظر إلى مهمة الأمم المتحدة في الصومال بعد الانسحاب الأمريكي أنها فاشلة على نطاق واسع بسبب سقوط ضحايا في معركة مقديشو. واجهت بعثة الأمم المتحدة في البوسنة «سخرية عالمية» بسبب مهمتها غير الحاسمة والمربكة في مواجهة التطهير العرقي. في عام 1994 فشلت بعثة الأمم المتحدة لمساعدة رواندا في التدخل لوقف الإبادة الجماعية في رواندا بسبب عدم وجود توافق في الآراء في مجلس الأمن.
من أواخر التسعينيات إلى أوائل القرن الحادي والعشرين، اتخذت التدخلات الدولية التي أذنت بها الأمم المتحدة مجموعة متنوعة من الأشكال. أجاز قرار مجلس الأمن التابع للأمم المتحدة رقم 1244 تأسيس قوات كوسوفو بقيادة الناتو اعتبارًا من عام 1999. واستأنفت بعثة الأمم المتحدة في سيراليون (1999-2006) مهامها في الحرب الأهلية في سيراليون بتدخل عسكري بريطاني. أشرف حلف الناتو على غزو أفغانستان عام 2001. في عام 2003 غزت الولايات المتحدة العراق على الرغم من فشلها في تمرير قرار مجلس الأمن التابع للأمم المتحدة للحصول على تفويض، مما أدى إلى جولة جديدة من التشكيك في فاعلية المنظمة.

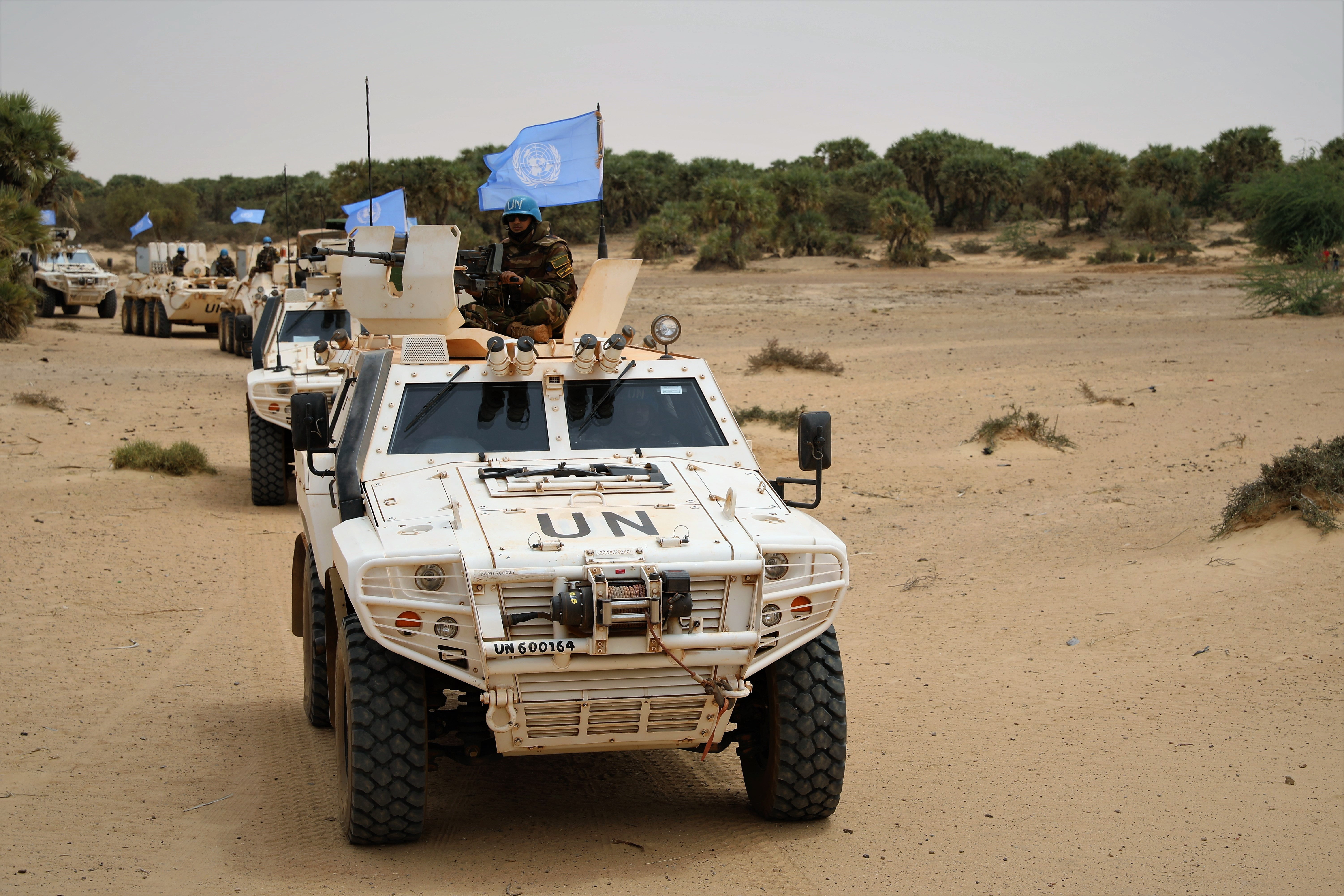
بعثة الأمم المتحدة لحفظ السلام في مالي. أبريل 2019

تدخلت الأمم المتحدة تحت إشراف الأمين العام الثامن بان كي مون مع قوات حفظ السلام في أزمات مثل الحرب في دارفور في السودان ونزاع كيفو في جمهورية الكونغو الديمقراطية وأرسلت مراقبين ومفتشين عن أسلحة كيماوية في الحرب الأهلية السورية. في عام 2013 خلصت لجنة المراجعة الداخلية للأمين العام المعني بعمل الأمم المتحدة في سريلانكا خلال جرائم الحرب في المراحل الأخيرة من الحرب الأهلية السريلانكية في عام 2009 إلى أن المنظمة عانت من فشل منهجي. في عام 2010 عانت المنظمة من أسوأ خسائر في الأرواح في تاريخها عندما لقي 101 فردًا حتفهم في زلزال هايتي. في عام 2011 تدخلت دول الناتو في الحرب الأهلية الليبية بموجب قرار مجلس الأمن التابع للأمم المتحدة رقم 1973.
في عام 2000 انعقدت قمة الألفية لمناقشة دور الأمم المتحدة في القرن الحادي والعشرين. كان الاجتماع الذي استمر لثلاثة أيام أكبر تجمع لقادة العالم في التاريخ، وتوج باعتماد جميع الدول الأعضاء للأهداف الإنمائية للألفية وهي التزام بتحقيق التنمية الدولية في مجالات مثل الحد من الفقر والمساواة بين الجنسين والصحة العمومية. كان التقدم نحو هذه الأهداف التي من المقرر تحقيقها بحلول عام 2015 غير متكافئ في نهاية المطاف. أعاد مؤتمر القمة العالمية لعام 2005 التأكيد على دور الأمم المتحدة في تعزيز التنمية وحفظ السلام وحقوق الإنسان والأمن العالمي، وأُعلن عن إطلاق أهداف التنمية المستدامة في عام 2015 لتحل محل الأهداف الإنمائية للألفية.
بالإضافة إلى معالجة التحديات العالمية، سعت الأمم المتحدة إلى تحسين مسؤولياتها وشرعيتها الديمقراطية من خلال الانخراط بشكل أكبر مع المجتمع المدني وتشجيع الناخبين على مستوى العالم، عقدت المنظمة في عام 2016 أول مناظرة عامة بين المرشحين لمنصب الأمين العام في محاولة لتعزيز الشفافية. في 1 يناير 2017 أصبح الدبلوماسي البرتغالي أنطونيو غوتيريش (الذي شغل سابقًا منصب المفوض السامي للأمم المتحدة لشؤون اللاجئين) الأمين العام التاسع للمنظمة، سلط غوتيريش الضوء على العديد من الأهداف الرئيسية لإدارته بما في ذلك التركيز على الدبلوماسية لمنع الصراعات والقيام بجهود أكثر فعالية لحفظ سلام وتبسيط المنظمة لتكون أكثر استجابة وتنوعًا للاحتياجات العالمية.

## الهيكل التنظيمي
الأمم المتحدة هي جزء من منظومة الأمم المتحدة الأوسع، والتي تضم شبكة واسعة من المؤسسات والكيانات. مركزية المنظمة هي خمسة أجهزة رئيسية أنشأها ميثاق الأمم المتحدة وهي: الجمعية العامة، ومجلس الأمن، والمجلس الاقتصادي والاجتماعي، ومحكمة العدل الدولية والأمانة العامة. في 1 نوفمبر 1994 علَّق الجهاز الرئيسي السادس (مجلس الوصاية) عملياته بعد شهر من استقلال بالاو، وهي آخر أراضي الوصاية المتبقية للأمم المتحدة.

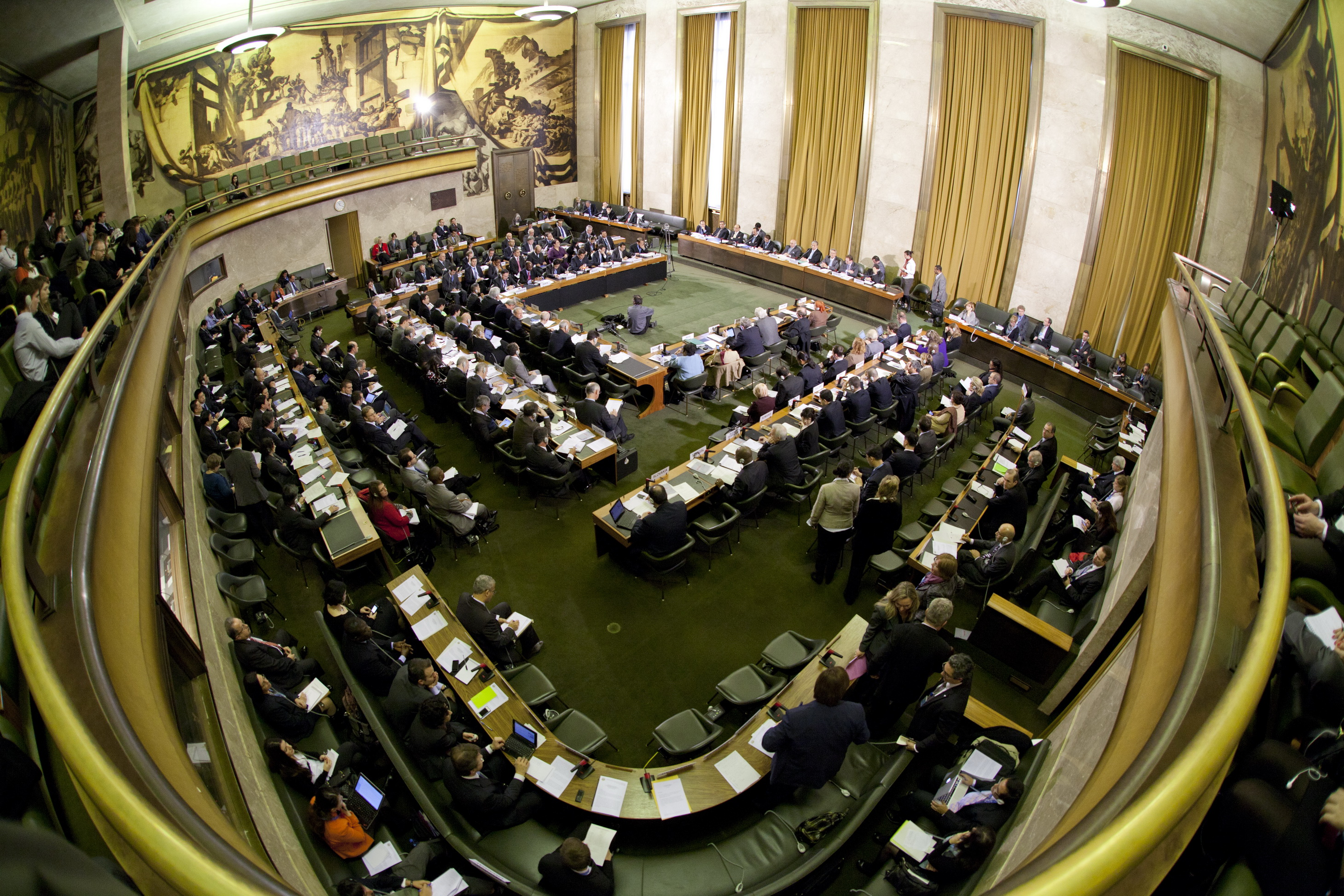
مؤتمر نزع السلاح في الأمم المتحدة، قصر الأمم بجنيف.

توجد أربعة من الأجهزة الرئيسية الخمسة في المقر الرئيسي للأمم المتحدة في مدينة نيويورك، بينما يوجد مقر محكمة العدل الدولية في لاهاي. معظم مقرات الوكالات الرئيسية الأخرى تقع في مكاتب الأمم المتحدة في جنيف وفيينا ونيروبي، وهناك مؤسسات إضافية للأمم المتحدة توجد في جميع أنحاء العالم. اللغات الرسمية الست للأمم المتحدة المستخدمة في الاجتماعات والوثائق الحكومية الدولية هي: العربية والصينية والإنجليزية والفرنسية والروسية والإسبانية. ووفقا لاتفاقية امتيازات وحصانات الأمم المتحدة، تتمتع الأمم المتحدة ووكالاتها بالحصانة من قوانين البلدان التي تعمل فيها، مما يعني الحفاظ على حياد الأمم المتحدة فيما يتعلق بالدول المضيفة والدول الأعضاء.
تضم الأجهزة الست- كما عبرت الكاتبة ليندا فاسولو- «مجموعة مذهلة من الكيانات والمنظمات، وبعضها في الواقع أقدم من الأمم المتحدة نفسها، وتعمل باستقلال شبه كامل عنها»، وتشمل الوكالات المتخصصة ومؤسسات البحث والتدريب والبرامج والصناديق وكيانات الأمم المتحدة الأخرى.
تلتزم جميع المنظمات في منظومة الأمم المتحدة بما يسمى (بمبدأ نوبلمير)، الذي يدعو إلى دفع رواتب تجذب وتحتفظ بمواطني البلدان التي يكون فيها التعويض أعلى، ويدعو أيضًا إلى المساواة في الأجر عن العمل المتساوي القيمة بغض النظر عن جنسية الموظف. من الناحية العملية فإن لجنة الخدمة المدنية الدولية التي تنظم ظروف عمل موظفي الأمم المتحدة تشير إلى أعلى أجر للخدمة المدنية الوطنية، تخضع رواتب الموظفين لضريبة داخلية تديرها منظمات الأمم المتحدة.
| الأجهزة الرئيسية للأمم المتحدة | الأجهزة الرئيسية للأمم المتحدة | الأجهزة الرئيسية للأمم المتحدة | الأجهزة الرئيسية للأمم المتحدة | الأجهزة الرئيسية للأمم المتحدة |
| الجمعية العامة للأمم المتحدة |                                | الأمانة العامة للأمم المتحدة |                                | محكمة العدل الدولية |
| -الجمعية التداولية لجميع الدول الأعضاء في الأمم المتحدة - |                                | -الجهاز الإداري للأمم المتحدة- |                                | -المحكمة العالمية للقانون الدولي- |
| --- | ------------------------------ | --- | ------------------------------ | --- |
| - قد تحسم توصيات غير إلزامية للدول أو اقتراحات لمجلس الأمن (مجلس الأمن الدولي). - تقرر قبول أعضاء جدد بناءً على اقتراح من مجلس الأمن الدولي. - تعتمد الميزانية. - تنتخب الأعضاء غير الدائمين في مجلس الأمن الدولي، وجميع أعضاء المجلس الاقتصادي والاجتماعي، والأمين العام للأمم المتحدة (بناءً على اقتراحهم من قبل مجلس الأمن الدولي)، وخمسة عشر قاضيًا في محكمة العدل الدولية. لكل دولة صوت واحد. |                                | - تدعم هيئات الأمم المتحدة الأخرى إداريًا (في تنظيم المؤتمرات وكتابة التقارير والدراسات وإعداد الميزانية). - يتولى رئاستها الأمين العام للأمم المتحدة الذي تنتخبه الجمعية العامة لولاية مدتها خمس سنوات وهو الممثل الأول للأمم المتحدة. |                                | - الفصل في النزاعات بين الدول التي تعترف بولايتها القضائية. - إصدار الفتاوى القانونية. - تصدر الحكم بالأغلبية النسبية. يُنتخب القضاة الخمسة عشر من قبل الجمعية العامة للأمم المتحدة لمدة تسع سنوات. |
| |                                | |                                | |
| مجلس الأمن التابع للأمم المتحدة |                                | المجلس الاقتصادي والاجتماعي للأمم المتحدة |                                | مجلس الوصاية التابع للأمم المتحدة |
| - لقضايا الأمن الدولي - |                                | - للشؤون الاقتصادية والاجتماعية العالمية - |                                | - لإدارة الأقاليم المشمولة بالوصاية (غير نشط حاليًا) - |
| |                                | |                                | |
| - مسؤول عن صون السلم والأمن الدوليين. - قد يعتمد قرارات إلزامية. - يضم خمسة عشر عضوًا: خمسة أعضاء دائمين لهم حق النقض وعشرة أعضاء منتخبين. |                                | - مسؤول عن التعاون بين الدول فيما يتعلق بالشؤون الاقتصادية والاجتماعية. - ينسق التعاون بين وكالات الأمم المتحدة المتخصصة العديدة. - يضم 54 عضوًا، تنتخبهم الجمعية العامة لخدمة الولايات المتتالية التي تبلغ مدتها ثلاث سنوات.           |                                | - ابتُكر أساسًا لإدارة الممتلكات الاستعمارية التي كانت تحت الانتداب السابق لعصبة الأمم. - لم يعد نشطًا منذ عام 1994، عندما حصلت بالاو- آخر إقليم يخضع للوصاية- على الاستقلال.                         |

### الجمعية العامة
الجمعية العامة هي الجمعية التداولية الرئيسية للأمم المتحدة. يتألف المجلس من جميع الدول الأعضاء في الأمم المتحدة ويجتمع في دورات سنوية منتظمة، ويمكن أيضًا عقد جلسات طارئة. يرأس الجمعية رئيس ينتخب من بين الدول الأعضاء على أساس تناوب إقليمي ومن 21 نائبًا للرئيس. عقدت الجلسة الأولى للجمعية في 10 يناير 1946 في القاعة المركزية الميثودية في لندن وضمت ممثلين عن 51 دولة.

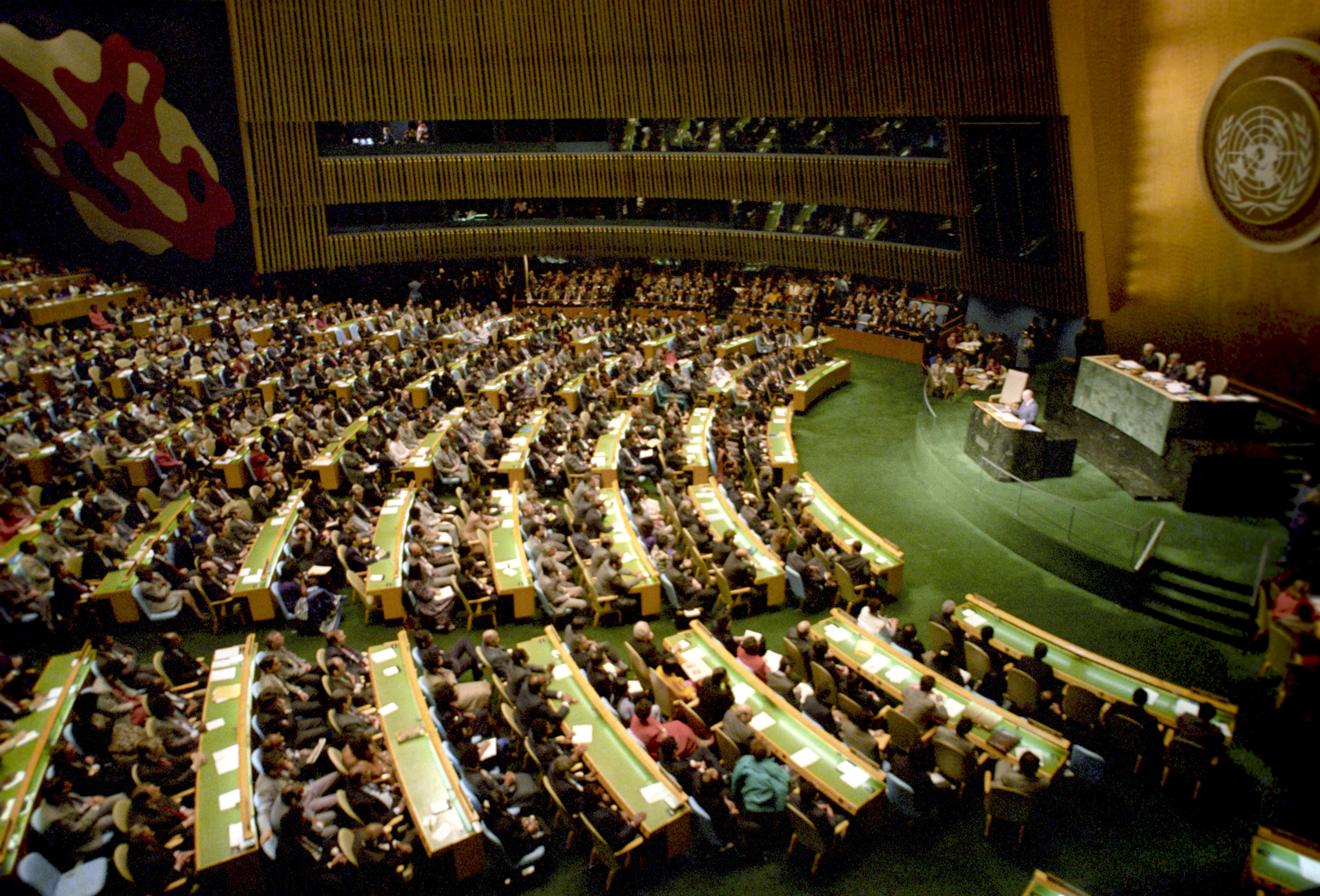
ميخائيل جورباتشوف يلقي كلمة أمام جلسة للجمعية العامة للأمم المتحدة خلال زيارته الرسمية للولايات المتحدة. ديسمبر 1988.

عندما تتخذ الجمعية العامة قرارًا بشأن مسائل مهمة مثل تلك المتعلقة بالسلام والأمن وقبول أعضاء جدد والمسائل المتعلقة بالميزانية، فيلزم أن يصوت بالموافقة ثلثا الأعضاء الحاضرون للجلسة. يُبتُّ في جميع المسائل الأخرى بأغلبية الأصوات، وكل دولة عضو لها صوت واحد. بعيدًا عن الموافقة على مسائل الميزانية، فإن القرارات ليست ملزمة للأعضاء. يجوز للجمعية أن تقدم توصيات بشأن أي مسائل تدخل في نطاق عمل الأمم المتحدة باستثناء مسائل السلم والأمن التي ينظر فيها مجلس الأمن. يمكن إحالة مشاريع القرارات إلى الجمعية العامة من قبل لجانها الرئيسية الست وهي:
- اللجنة الأولى للجمعية العامة للأمم المتحدة (لجنة نزع السلاح والأمن الدولي).
- اللجنة الثانية للجمعية العامة للأمم المتحدة (اللجنة الاقتصادية والمالية).
- اللجنة الثالثة للجمعية العامة للأمم المتحدة (اللجنة الاجتماعية والإنسانية والثقافية).
- اللجنة الرابعة للجمعية العامة للأمم المتحدة (لجنة المسائل السياسية الخاصة وإنهاء الاستعمار).
- اللجنة الخامسة للجمعية العامة للأمم المتحدة (لجنة الإدارة والميزانية).
- اللجنة السادسة للجمعية العامة للأمم المتحدة (اللجنة القانونية).

وكذلك من قبل اللجنتين التاليتين:
- اللجنة العامة للأمم المتحدة[الإنجليزية].
- لجنة وثائق التفويض التابعة للأمم المتحدة[الإنجليزية].

### مجلس الأمن
مجلس الأمن مكلف بصون السلم والأمن بين الدول، ففي حين أن الأجهزة الأخرى في الأمم المتحدة يمكنها فقط تقديم «توصيات» إلى الدول الأعضاء، فإن مجلس الأمن لديه سلطة اتخاذ قرارات ملزمة وافقت الدول الأعضاء على تنفيذها بموجب أحكام المادة 25 من الميثاق. يسمى القرار الصادر عن مجلس الأمن باسم قرار مجلس الأمن التابع للأمم المتحدة.
يتألف مجلس الأمن من خمس عشرة دولة عضو، وهم خمسة أعضاء دائمين - الصين وفرنسا وروسيا والمملكة المتحدة والولايات المتحدة - وعشرة أعضاء غير دائمين تنتخبهم الجمعية العامة لمدة عامين وهم حاليًا: ألبانيا (تنتهي العضوية في 2023) والبرازيل (2023) والجابون (2023) وغانا (2023) والهند (2022) وأيرلندا (2022) وكينيا (2022) والمكسيك (2022) والنرويج (2022) والإمارات العربية المتحدة (2023).
يتمتع الأعضاء الخمسة الدائمون بحق النقض (الفيتو) على قرارات الأمم المتحدة، مما يسمح للعضو الدائم بعرقلة تبني أي قرار حتى وإن لم يشارك بالنقاش. يُحتفظ بالمقاعد العشرة المؤقتة لمدة عامين، مع تصويت الجمعية العامة لخمس دول أعضاء سنويًا على أساس إقليمي. ويكون التناوب على رئاسة مجلس الأمن كل شهر بحسب الترتيب الأبجدي.

### الأمانة العامة للأمم المتحدة
تعمل الأمانة العامة للأمم المتحدة على تنفيذ الأعمال اليومية للأمم المتحدة وفقًا لتكليف من الجمعية العامة والأجهزة الرئيسية الأخرى في المنظمة، ويعمل فيها عشرات الآلاف من موظفي الخدمة المدنية الدوليين في جميع أنحاء العالم، يرأسها الأمين العام ويساعده نائب الأمين العام. وتشمل واجبات الأمانة توفير المعلومات والتسهيلات التي تحتاجها هيئات الأمم المتحدة لاجتماعاتها؛ كما تقوم بمهام أخرى بحسب توجيهات مجلس الأمن والجمعية العامة والمجلس الاقتصادي والاجتماعي وهيئات الأمم المتحدة الأخرى.
يعمل الأمين العام بصفته المتحدث الفعلي باسم الأمم المتحدة ورئيسها. عرَّف ميثاق الأمم المتحدة منصب الأمين العام بأنه «المسؤول الإداري الأول» في المنظمة. تنص المادة 99 من الميثاق على أنه يمكن للأمين العام لفت انتباه مجلس الأمن إلى أية مسألة يرى أنها قد تهدد الحفاظ على السلم والأمن الدوليين، وهي العبارة التي فسرها الأمناء العامون منذ تريغفي لي على أنها تعطي الأمين العام مجالًا واسعًا للعمل على المسرح العالمي. أصبح لشاغل منصب الأمين العام دور مزدوج كمدير لمنظمة الأمم المتحدة وكدبلوماسي ووسيط يعالج النزاعات بين الدول الأعضاء ويعمل على إيجاد توافق في الآراء بشأن القضايا العالمية.
يُعيَّن الأمين العام من قبل الجمعية العامة بناء على توصية مجلس الأمن، وبالتالي يخضع اختيار الأمين العام لحق النقض لأي من الأعضاء الخمسة الدائمين في مجلس الأمن. لا توجد معايير محددة لشغل منصب الأمين العام ولكن أصبح من المقبول على مر السنين أن يشغل المنصب لفترة واحدة أو فترتين مدة كل منهما خمس سنوات. الأمين العام الحالي هو أنطونيو غوتيريش من البرتغال والذي حل مكان بان كي مون في عام 2017.
| الأمناء العامون للأمم المتحدة | الأمناء العامون للأمم المتحدة | الأمناء العامون للأمم المتحدة | الأمناء العامون للأمم المتحدة | الأمناء العامون للأمم المتحدة | الأمناء العامون للأمم المتحدة                                               |
| الرقم                         | الاسم                         | الجنسية                       | استلم المنصب                  | ترك المنصب                    | ملاحظات                                                                     |
| ----------------------------- | ----------------------------- | ----------------------------- | ----------------------------- | ----------------------------- | --------------------------------------------------------------------------- |
| -                             | غلادوين جيب (مؤقت)            | المملكة المتحدة               | 24 أكتوبر 1945                | 2 فبراير 1946                 | عُيِّن مؤقتاً لحين انتخاب تريغفه لي الذي اعتُبر الأمين العام الأول للأمم المتحدة |
| 1                             | تريغفه لي                     | النرويج                       | 2 فبراير 1946                 | 10 نوفمبر 1952                | قدم استقالته                                                                |
| 2                             | داغ همرشولد                   | السويد                        | 10 أبريل 1953                 | 18 سبتمبر 1961                | توفي في حادث تحطم طائرة أثناء أدائه لمهمة سلام في الكونغو                   |
| 3                             | يو ثانت                       | بورما                         | 30 نوفمبر 1961                | 31 ديسمبر 1971                | رفض الترشح لولاية ثالثة                                                     |
| 4                             | كورت فالدهايم                 | النمسا                        | 1 يناير 1972                  | 31 ديسمبر 1981                | مارست الصين حق النقد (فيتو) ضد ترشيحه لولاية ثالثة                          |
| 5                             | خافيير بيريز دي كويلار        | البيرو                        | 1 يناير 1982                  | 31 ديسمبر 1991                | لم يترشح لولاية ثالثة                                                       |
| 6                             | بطرس بطرس غالي                | مصر                           | 1 يناير 1992                  | 31 ديسمبر 1996                | مارست الولايات المتحدة حق النقض (فيتو) ضد ترشيحه لولاية ثانية               |
| 7                             | كوفي أنان                     | غانا                          | 1 يناير 1997                  | 31 ديسمبر 2006                | تقاعد بعد ولايتين كاملتين                                                   |
| 8                             | بان كي مون                    | كوريا الجنوبية                | 1 يناير 2007                  | 31 ديسمبر 2016                | تقاعد بعد ولايتين كاملتين                                                   |
| 9                             | أنطونيو غوتيريس               | البرتغال                      | 1 يناير 2017                  | لا زال في المنصب              |                                                                             |

### محكمة العدل الدولية
وتعرف أحيانًا باسم المحكمة العالمية وهي الجهاز القضائي الأساسي للأمم المتحدة، وخليفة المحكمة الدائمة للعدل الدولي وتقع في نفس المقر السابق لتلك الهيئة في قصر السلام في لاهاي في هولندا، مما يجعلها الجهاز الرئيسي الوحيد للأمم المتحدة الذي لا يوجد مقره في مدينة نيويورك، الوظيفة الرئيسية لمحكمة العدل الدولية هي الفصل في النزاعات بين الدول؛ وقد استمعت إلى قضايا تتعلق بجرائم حرب وانتهاكات لسيادة الدولة وجرائم تطهير عرقي وقضايا أخرى، كما يمكن لأجهزة الأمم المتحدة الأخرى استدعاء المحكمة لتقديم آراء استشارية بشأن مسائل القانون الدولي. جميع الدول الأعضاء في الأمم المتحدة أطراف في النظام الأساسي لمحكمة العدل الدولية والذي يشكل جزءًا لا يتجزأ من ميثاق الأمم المتحدة، ويمكن لغير الأعضاء أن يصبحوا أعضاء أيضًا، وتعتبر قرارات محكمة العدل الدولية ملزمة للأطراف وتشكل (إلى جانب آرائها الاستشارية) مصادر القانون الدولي. تتألف المحكمة من 15 قاضيًا تنتخبهم الجمعية العامة ومجلس الأمن لمدة تسع سنوات، ويجب أن يكون كل قاضٍ من دولة مختلفة.

### المجلس الاقتصادي والاجتماعي

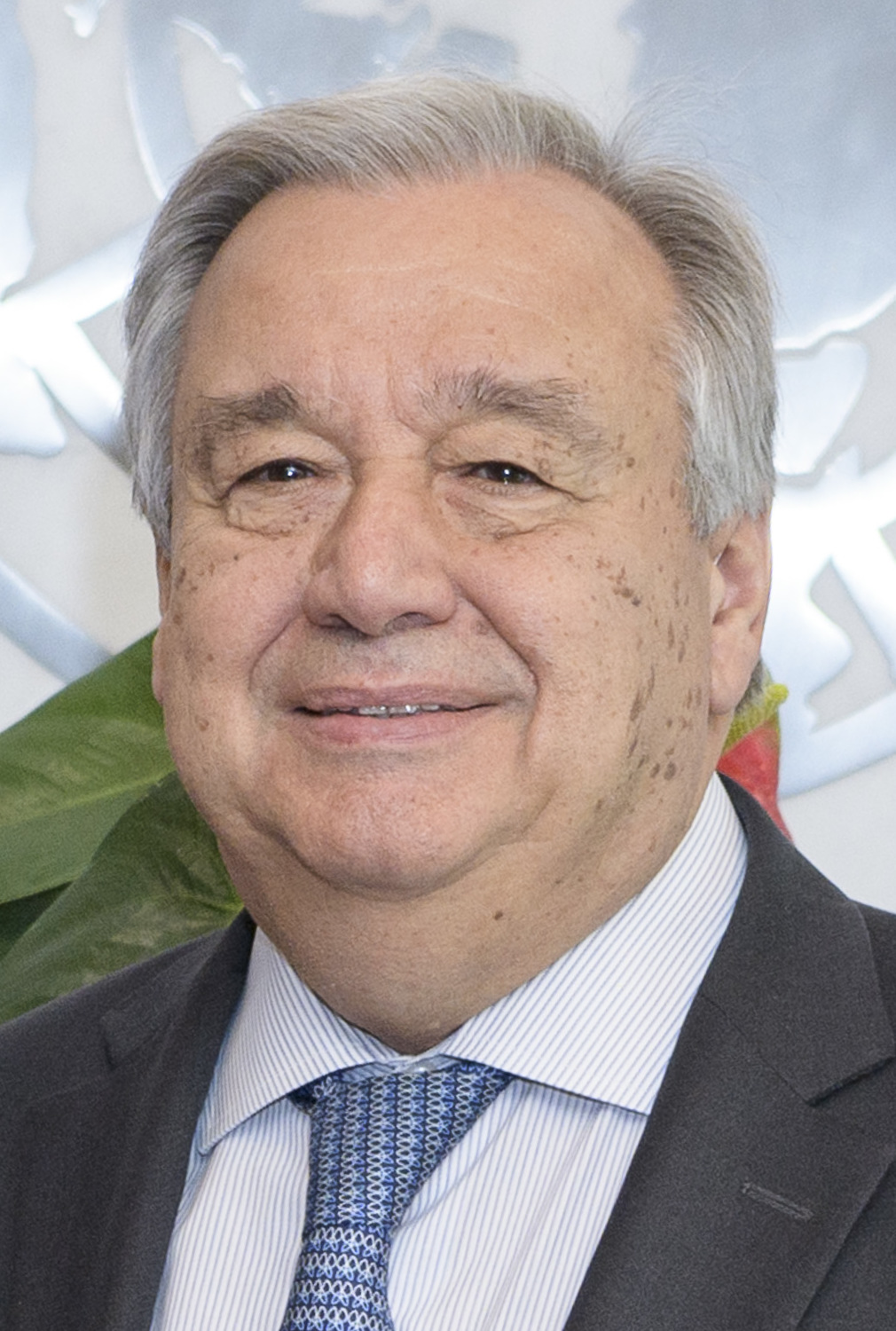
الأمين العام الحالي للأمم المتحدة أنطونيو غوتيريش.

يساعد المجلس الاقتصادي والاجتماعي الجمعية العامة في تعزيز التعاون الدولي الاقتصادي والاجتماعي والإنساني والتنمية. وقد تأسس ليكون بمثابة المنتدى الرئيسي للأمم المتحدة للقضايا العالمية وهي أكبر هيئات الأمم المتحدة وأكثرها تعقيدًا. تشمل وظائف المجلس الاقتصادي والاجتماعي جمع البيانات وإجراء الدراسات وتقديم المشورة للدول الأعضاء وتقديم التوصيات. ويؤدي عمله في المقام الأول عن طريق هيئات فرعية تركز على مجموعة متنوعة من المواضيع تشمل منتدى الأمم المتحدة الدائم المعني بقضايا السكان الأصليون الذي يقدم المشورة لوكالات الأمم المتحدة بشأن القضايا المتعلقة بالسكان الأصليون، ومنتدى الأمم المتحدة للغابات الذي ينسق ويعزز الإدارة المستدامة للغابات، ولجنة الأمم المتحدة الإحصائية التي تنسق جهود جمع المعلومات بين الوكالات، ولجنة الأمم المتحدة التنمية المستدامة التي تنسق الجهود بين وكالات الأمم المتحدة والمنظمات غير الحكومية التي تعمل من أجل التنمية المستدامة. قد يُمنح المجلس الاقتصادي والاجتماعي أيضًا صفة استشارية لمنظمات غير حكومية؛ إذ يوجد ما يقرب من 5600 منظمة لديها هذا الوضع اعتبارًا من أبريل 2021.

### الوكالات المتخصصة
ينص ميثاق الأمم المتحدة على أنه يمكن لكل جهاز رئيسي للأمم المتحدة إنشاء وكالات متخصصة مختلفة للقيام ببعض الواجبات. الوكالات المتخصصة هي منظمات مستقلة تعمل مع الأمم المتحدة ومع بعضها البعض من خلال آلية تنسيق للمجلس الاقتصادي والاجتماعي. دُمجت كل منها في منظومة الأمم المتحدة من خلال اتفاقية مع الأمم المتحدة بموجب المادة 57 من الميثاق. هناك خمس عشرة وكالة متخصصة تؤدي وظائف متنوعة مثل تسهيل السفر الدولي ومنع الأوبئة ومعالجتها وتعزيز التنمية الاقتصادية.
| وكالات الأمم المتحدة المتخصصة | وكالات الأمم المتحدة المتخصصة               | وكالات الأمم المتحدة المتخصصة | وكالات الأمم المتحدة المتخصصة  | وكالات الأمم المتحدة المتخصصة | وكالات الأمم المتحدة المتخصصة |
| الرقم                         | الوكالة                                     | المختصر                       | مقر الإدارة المركزية           | الرئيس                        | تاريخ التأسيس                 |
| ----------------------------- | ------------------------------------------- | ----------------------------- | ------------------------------ | ----------------------------- | ----------------------------- |
| 1                             | منظمة الأغذية والزراعة                      | FAO                           | روما، إيطاليا                  | شو دنيو                       | 1945                          |
| 2                             | المنظمة الدولية للطيران المدني              | ICAO                          | مونتريال، كندا                 | خوان كارلوس سالازار غوميز     | 1947                          |
| 3                             | الصندوق الدولي للتنمية الزراعية             | IFAD                          | روما، إيطاليا                  | غيلبرت هونغبو                 | 1977                          |
| 4                             | منظمة العمل الدولية                         | ILO                           | جنيف، سويسرا                   | قاي رايدر                     | 1946 (1919)                   |
| 5                             | المنظمة البحرية الدولية                     | IMO                           | لندن، المملكة المتحدة          | كيتاك ليم                     | 1948                          |
| 6                             | صندوق النقد الدولي                          | IMF                           | واشنطن دي سي، الولايات المتحدة | كريستينا جورجيفا              | 1945 (1944)                   |
| 7                             | الاتحاد الدولي للاتصالات                    | ITU                           | جنيف، سويسرا                   | هولين زاو                     | 1947 (1865)                   |
| 8                             | منظمة الأمم المتحدة للتربية والعلم والثقافة | UNESCO                        | باريس، فرنسا                   | أودري أزولاي                  | 1946                          |
| 9                             | منظمة الأمم المتحدة للتنمية الصناعية        | UNIDO                         | فيينا، النمسا                  | غيرد مولر                     | 1967                          |
| 10                            | منظمة السياحة العالمية                      | UNWTO                         | مدريد، إسبانيا                 | زوراب بوليكاشفيلي             | 1974                          |
| 11                            | الاتحاد البريدي العالمي                     | UPU                           | بيرن، سويسرا                   | بيشار عبد الرحمن حسين         | 1947 (1874)                   |
| 12                            | البنك الدولي                                | WBG                           | واشنطن، الولايات المتحدة       | ديفيد مالباس                  | 1945 (1944)                   |
| 13                            | منظمة الصحة العالمية                        | WHO                           | جنيف، سويسرا                   | تيدروس أدهانوم غيبريسوس       | 1948                          |
| 14                            | المنظمة العالمية للملكية الفكرية            | WIPO                          | جنيف، سويسرا                   | دارين تانغ                    | 1974                          |
| 15                            | المنظمة العالمية للأرصاد الجوية             | WMO                           | جنيف، سويسرا                   | غيرهارد أدريان                | 1950 (1873)                   |

### الهيئات الأخرى
تضم منظومة الأمم المتحدة عددًا من الصناديق والبرامج ومعاهد البحث والتدريب والهيئات الفرعية الأخرى المستقلة والتي تدار بشكل منفصل، لكل من هذه الكيانات مجال عملها وهيكلها الإداري والميزانية. العديد من المنظمات مثل منظمة التجارة العالمية (WTO) والوكالة الدولية للطاقة الذرية (IAEA) تعمل بشكل مستقل عن الأمم المتحدة لكنها تحتفظ باتفاقيات شراكة رسمية. تؤدي الأمم المتحدة الكثير من عملها الإنساني من خلال هذه المؤسسات مثل منع المجاعة وسوء التغذية (برنامج الغذاء العالمي) وحماية الأشخاص المعرضين للخطر والنازحين (المفوضية السامية للأمم المتحدة لشؤون اللاجئين) ومكافحة جائحة فيروس نقص المناعة البشرية (الإيدز) عن طريق (برنامج الأمم المتحدة المشترك لمكافحة الإيدز).

## علم الأمم المتحدة
أصبح علم الأمم المتحدة وشعارها (الذي يعد جزءً من تصميم العلم) رمزين للمنظمة أثناء قيامها بعملها. ولهذا الشعار والعلم أثر عملي في تحديد هوية المنظمة في مناطق الاضطرابات والصراع.

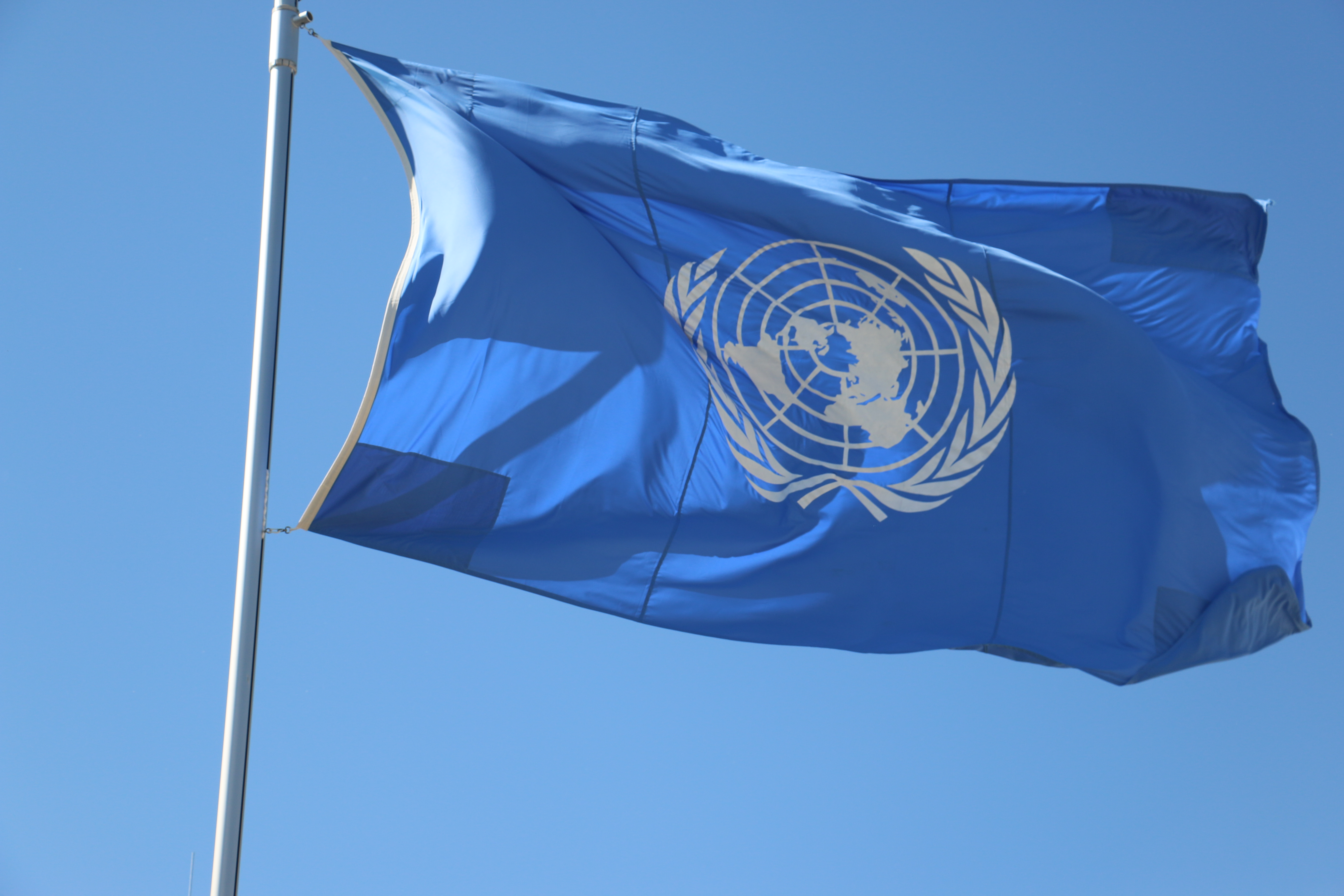
علم الأمم المتحدة

في 20 أكتوبر 1947 اعتمدت الجمعية العامة القرار 167 بشأن علم الأمم المتحدة. صمم الشعار الأصلي للأمم المتحدة المهندس دونال ماكلولين الذي كان يعمل مع فريق من المصممين بقيادة أوليفر لينكولن لوندكويست وذلك خلال مؤتمر الأمم المتحدة حول التنظيم الدولي في عام 1945.
صُمم شعار الأمم المتحدة ليكون خريطة للعالم تمثل إسقاطًا سمتيًا متساوي الأبعاد يتمركز في القطب الشمالي ويظهر جميع القارات باستثناء القارة القطبية الجنوبية، ويظهر فيه فرعان متقاطعان لشجرة الزيتون يرمزان إلى السلام، يمتد إسقاط الخريطة إلى خط عرض 60 درجة جنوباً، ويتضمن خمس دوائر متحدة المركز، كما اُختير اللون الأزرق وأصبح جزءً لا يتجزأ من الهوية المرئية للمنظمة لكي يمثل السلام في مقابل اللون الأحمر المرتبط تقليدًا بالحروب.

## العضوية
جميع دول العالم المستقلة والدول ذات الاعتراف المحدود (باستثناء مدينة الفاتيكان) هم أعضاء في الأمم المتحدة. أحدث وآخر دولة انضمت إلى الأمم المتحدة هي جمهورية جنوب السودان التي انضمت في 14 يوليو 2011، وبذلك يصل إجمالي عدد الدول الأعضاء في الأمم المتحدة إلى 193 دولة. يحدد ميثاق الأمم المتحدة قواعد العضوية في (الفصل الثاني، المادة 4) كما يلي:
- العضوية في الأمم المتحدة مفتوحة لجميع الدول الأخرى المحبة للسلام التي تقبل الالتزامات الواردة في هذا الميثاق والتي ترى المنظمة أنها قادرة على تنفيذ هذه الالتزامات وراغبة فيه.
- قبول أي دولة من هذه الدول في عضوية الأمم المتحدة يكون بقرار من الجمعية العامة بناء على توصية مجلس الأمن.

تحت حكم سوكارنو، أصبحت إندونيسيا الدولة الأولى والوحيدة التي غادرت الأمم المتحدة.

بالإضافة إلى ذلك هناك دولتان بصفة (مراقب) وليست أعضاء في الجمعية العامة للأمم المتحدة وهما: الكرسي الرسولي (الذي يتمتع بالسيادة على مدينة الفاتيكان) ودولة فلسطين. أما جزر كوك ونيوي (وهما دولتان مرتبطان بشكل حر مع نيوزيلندا) فهما عضوان بكامل العضوية في العديد من وكالات الأمم المتحدة المتخصصة ولديهما القدرة الكاملة على إبرام المعاهدات، ويُعترف بهذه المعاهدات من قبل الأمانة العامة.
كانت إندونيسيا هي الدولة الأولى والوحيدة في العالم التي تسحب عضويتها من الأمم المتحدة في عام 1965احتجاجًا على انتخاب ماليزيا كعضو غير دائم في مجلس الأمن أثناء فترة النزاع بين البلدين، وبعد تشكيل مؤتمر القوى الناشئة الجديدة كمنافس قصير الأجل للأمم المتحدة، استأنفت إندونيسيا عضويتها الكاملة في المنظمة في 19 سبتمبر عام 1966.

### مجموعة ال77
مجموعة الـ 77 في الأمم المتحدة هي تحالف من الدول النامية تأسس في 15 يونيو 1964 من قبل سبعة وسبعين دولة وقعت على «الإعلان المشترك للبلدان النامية السبع والسبعين» الصادر في نهاية الدورة الأولى لمؤتمر الأمم المتحدة للتجارة والتنمية في جنيف، ويهدف التحالف إلى تعزيز المصالح الاقتصادية الجماعية والقدرة التفاوضية المشتركة للمجموعة بشأن جميع القضايا الاقتصادية الدولية الرئيسية ضمن منظومة الأمم المتحدة وتعزيز التعاون بين بلدان الجنوب من أجل التنمية. عقدت المجموعة أول اجتماع رئيسي لها في الجزائر العاصمة عام 1967 وتبنت ميثاق الجزائر وأرست الأساس لهياكل مؤسسية دائمة، على الرغم من توسع المجموعة لتضم اليوم 134 دولة، إلا أنها لا زالت تحتفظ باسمها الأصلي نظرًا لأهميته التاريخية. ومع اعتماد النظام الاقتصادي الدولي الجديد من قبل البلدان النامية في السبعينيات انتشر عمل مجموعة الـ 77 في جميع أنحاء منظومة الأمم المتحدة. تعمل مجموعات مماثلة من الدول النامية أيضًا في وكالات الأمم المتحدة الأخرى مثل مجموعة الـ 24 (G-24) التي تعمل في صندوق النقد الدولي للشؤون النقدية.

## الأهداف

### حفظ السلام والأمن
ترسل الأمم المتحدة (بعد موافقة مجلس الأمن) قوات حفظ سلام إلى المناطق التي توقف (أو توقف فيها مؤخرًا) نزاع مسلح لفرض شروط اتفاقيات السلام وثني المقاتلين عن استئناف الأعمال العدائية. وبما أن الأمم المتحدة لا يوجد لها جيش فتُرسل إليها قوات حفظ السلام طواعية من قبل الدول الأعضاء. يُطلق على هؤلاء الجنود أحيانًا لقب «الخوذ الزرقاء» بسبب معداتهم المميزة ذات اللون الأزرق. حصلت قوات حفظ السلام ككل على جائزة نوبل للسلام عام 1988.

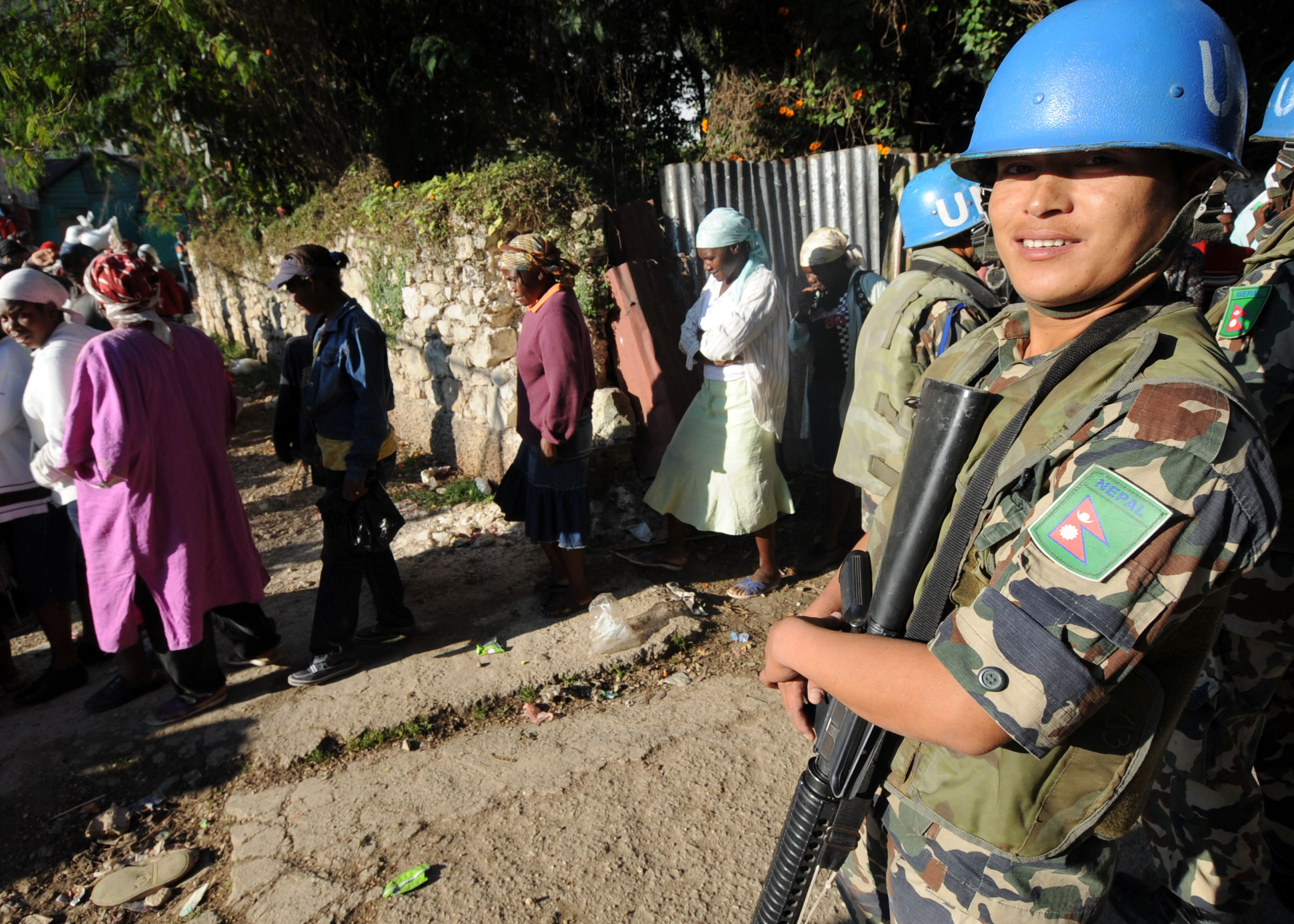
جندي نيبالي من قوات الأمم المتحدة لحفظ السلام يقوم بحراسة موقع لتوزيع الأرز في هايتي خلال عام 2010

نفذت الأمم المتحدة 71 عملية حفظ سلام منذ عام 1947؛ واعتبارًا من أبريل 2021 نُشر أكثر من 88000 من أفراد حفظ السلام من 121 دولة في 12 مهمة معظمها في إفريقيا. أكبرها هي بعثة الأمم المتحدة في جنوب السودان والتي ضمت ما يقرب من 19200 من الأفراد النظاميين، أما أصغرها فكان فريق مراقبي الأمم المتحدة العسكريين في الهند وباكستان والذي تألف من 113 مدنيا وخبيرا مكلفين لمراقبة وقف إطلاق النار في جامو وكشمير. تمركزت قوات حفظ السلام التابعة للأمم المتحدة مع هيئة الأمم المتحدة لمراقبة الهدنة في الشرق الأوسط منذ عام 1948 وهي أطول مهمة حفظ سلام نشطة.
توصلت دراسة أجرتها مؤسسة راند في عام 2005 إلى أن الأمم المتحدة نجحت في مهمتين من أصل ثلاث بعثات لحفظ السلام، وقارنت الدراسة جهود الأمم المتحدة في بناء الدولة بجهود الولايات المتحدة ووجدت أن سبع حالات من أصل ثمانية تابعة للأمم المتحدة نجحت في الحفاظ على الدولة والسلام، مقارنة بأربع حالات من أصل ثمانية في الولايات المتحدة. في عام 2005 أيضًا وثق تقرير الأمن البشري انخفاضًا في عدد الحروب والإبادة الجماعية وانتهاكات حقوق الإنسان منذ نهاية الحرب الباردة وقدم أدلة (وإن كانت ظرفية) على أن النشاط الدولي - بقيادة الأمم المتحدة في الغالب - كان السبب الرئيسي في تراجع النزاع المسلح في تلك الفترة. تعتبر الحرب الكورية (1950-1953) والتفويض بالقيام بعمل عسكري ضد العراق بعد حرب الخليج (1990-1991) أمثلة على المواقف التي لم تحافظ فيها الأمم المتحدة على السلام فحسب بل تدخّلت بالفعل. حددت دراسات أخرى نُشرت بين عامي 2008 و 2021 أن عمليات حفظ السلام التابعة للأمم المتحدة أكثر فاعلية في ضمان سلام دائم وتقليل الخسائر في صفوف المدنيين.
تعرضت الأمم المتحدة لانتقادات بسبب ما زُعم أنه تقصير. في كثير من الحالات أبدت الدول الأعضاء إحجامًا عن تنفيذ قرارات مجلس الأمن. يُنظر إلى الخلافات في مجلس الأمن حول التدخل والعمل العسكري على أنها فشلت في منع الإبادة الجماعية في بنجلاديش في عام 1971، والإبادة الجماعية في كمبوتشيا في السبعينيات، والإبادة الجماعية في رواندا في عام 1994. وبالمثل، أُلقي باللوم على الأمم المتحدة بسبب تقاعسها وفشلها في منع مذبحة سربرنيتسا في عام 1995 أو إكمال عمليات حفظ السلام في 1992-1993 أثناء الحرب الأهلية الصومالية. اتُهمت قوات حفظ السلام التابعة للأمم المتحدة باغتصاب الأطفال واستدراج البغايا والاعتداء الجنسي خلال بعثات حفظ السلام المختلفة في جمهورية الكونغو الديمقراطية، هايتي، ليبيريا، السودان وما يعرف اليوم بجنوب السودان، بوروندي وساحل العاج. كما أشار العلماء إلى قوات حفظ السلام التابعة للأمم المتحدة العاملة في نيبال كمصدر محتمل لتفشي الكوليرا في هايتي عام 2010، والذي أدى لمقتل أكثر من 8000 شخص وكان قد سبقه زلزال هايتي عام 2010.

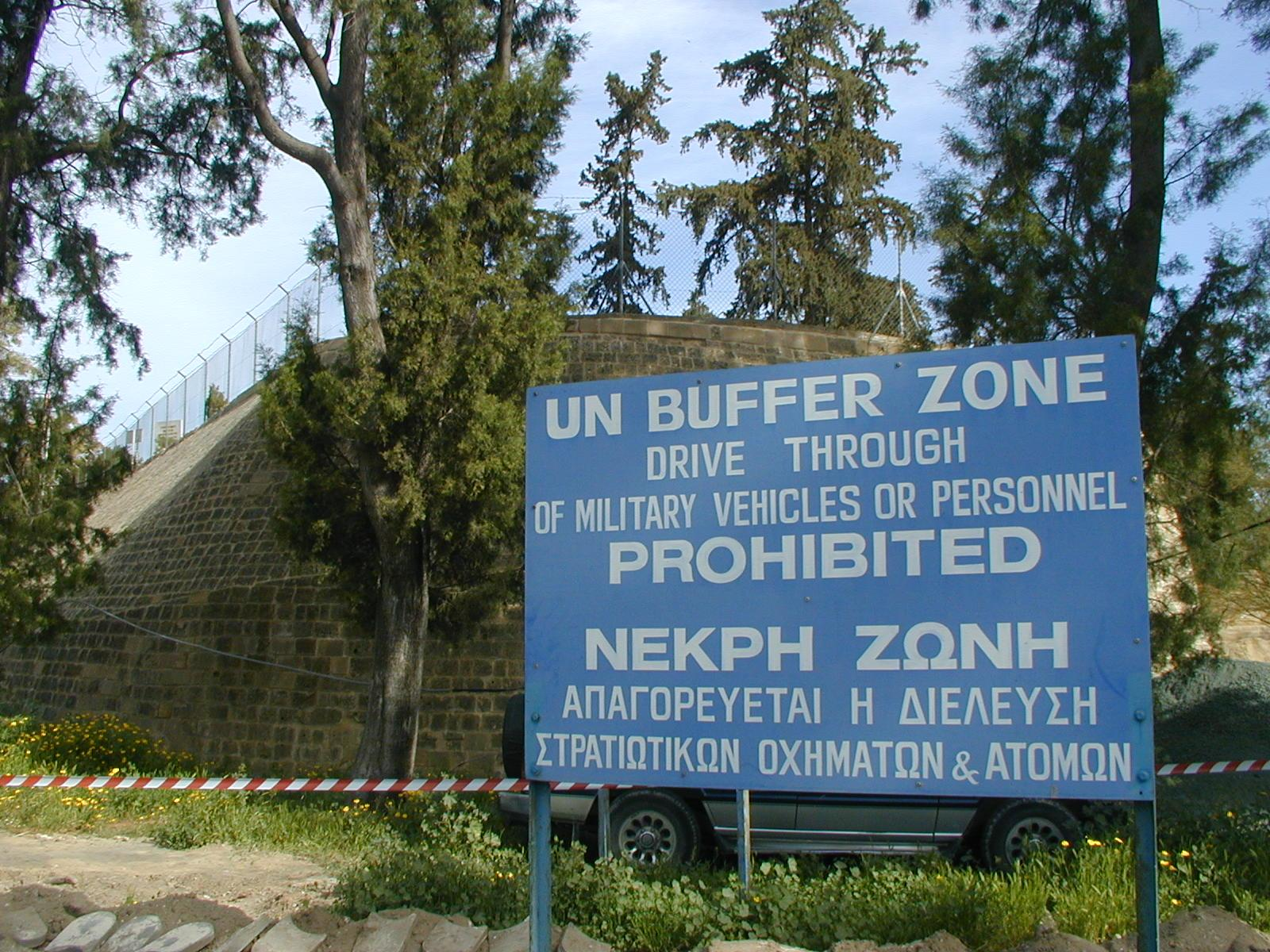
المنطقة منزوعة السلاح التي أنشأتها الأمم المتحدة في قبرص عام 1974 بعد الغزو التركي لقبرص.

بالإضافة إلى حفظ السلام تنشط الأمم المتحدة أيضًا في الدعوة إلى نزع السلاح. كما تضمن ميثاق الأمم المتحدة في عام 1945 القوانين المنظمة للتسلح، باعتباره معيقًا لاستخدام الموارد البشرية والاقتصادية وتنميتها. بعد أسابيع فقط من توقيع الميثاق ظهرت الأسلحة النووية في العالم، مما أسفر عن صدور القرار الأول للاجتماع الأول للجمعية العامة الذي دعا إلى مقترحات محددة من أجل إزالة الأسلحة النووية وجميع الأسلحة الأخرى كأسلحة الدمار الشامل من برامج التسلح الوطني.
شاركت الأمم المتحدة في معاهدات الحد من الأسلحة مثل معاهدة الفضاء الخارجي (1967) ومعاهدة عدم انتشار الأسلحة النووية (1968) ومعاهدة الحد من الأسلحة في قاع البحار (1971) ومعاهدة حظر الأسلحة البيولوجية (1972) ومعاهدة حظر الأسلحة الكيميائية (1992) ومعاهدة أوتاوا (1997) التي تحظر الألغام الأرضية. تشرف ثلاث هيئات تابعة للأمم المتحدة على قضايا انتشار الأسلحة وهي: الوكالة الدولية للطاقة الذرية، ومنظمة حظر الأسلحة الكيميائية، واللجنة التحضيرية لمعاهدة الحظر الشامل للتجارب النووية. بالإضافة إلى ذلك تركز العديد من بعثات حفظ السلام على نزع السلاح، إذ قامت هذه البعثات بعدة عمليات في غرب إفريقيا أدت إلى نزع سلاح ما يقرب من 250 ألف مقاتل سابق وتأمين عشرات الآلاف من الأسلحة وملايين الذخيرة.

### حقوق الإنسان
إحدى الأهداف الأساسية للأمم المتحدة هو تعزيز وتشجيع احترام حقوق الإنسان والحريات الأساسية للجميع دون تمييز بسبب العرق أو الجنس أو اللغة أو الدين، وتتعهد الدول الأعضاء بالقيام بعمل مشترك ومنفصل لحماية هذه الحقوق. في عام 1948 اعتمدت الجمعية العامة وثيقة (الإعلان العالمي لحقوق الإنسان) الذي صاغته لجنة برئاسة الدبلوماسية والناشطة الأمريكية إليانور روزفلت والناشط الفرنسي رينيه كاسان. أكدت الوثيقة على الحقوق المدنية والسياسية والاقتصادية الأساسية المشتركة بين جميع البشر، ومع ذلك فإن فعاليتها تجاه تحقيق هذه الغايات كانت موضع خلاف منذ بُدء بصياغتها. يعتبر (الإعلان العالمي لحقوق الإنسان) معيارًا للإنجاز المشترك لجميع الشعوب والدول وليس وثيقة ملزمة قانونًا، لكنه أصبح لاحقا أساسًا لمعاهدتين ملزمتين وهما العهد الدولي الخاص بالحقوق المدنية والسياسية لعام 1966 والعهد الدولي الخاص بالحقوق الاقتصادية والاجتماعية والثقافية، الأمم المتحدة غير قادرة على اتخاذ إجراءات مهمة ضد انتهاكات حقوق الإنسان دون قرار من مجلس الأمن، على الرغم من أنها تقوم بعمل جوهري في التحقيق والإبلاغ عن الانتهاكات.

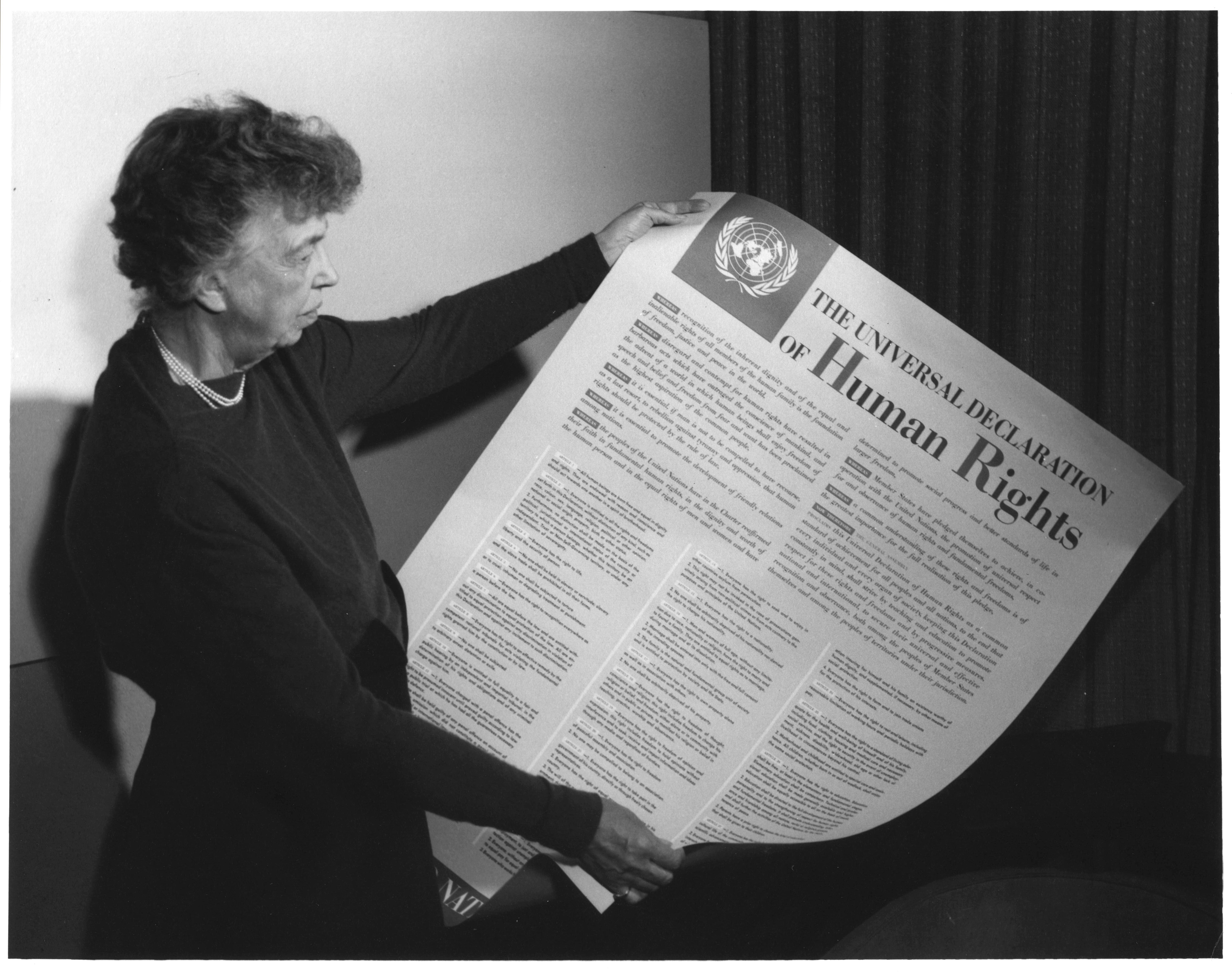
إليانور روزفلت تطالع الإعلان العالمي لحقوق الإنسان عام 1949

في عام 1979 اعتمدت الجمعية العامة (اتفاقية القضاء على جميع أشكال التمييز ضد المرأة) تلتها (اتفاقية حقوق الطفل) في عام 1989. مع نهاية الحرب الباردة تسارع الزخم والدفع باتجاه العمل في مجال حقوق الإنسان، وشُكلت لجنة الأمم المتحدة المتصلة بحقوق الإنسان في عام 1993 للإشراف على قضايا حقوق الإنسان بناءً على توصية المؤتمر العالمي لحقوق الإنسان في ذلك العام. وصف جاك فوميراند (وهو باحث في الأمم المتحدة) تفويض الأمم المتحدة بالإشراف على قضايا حقوق الأنسان بأنه «فضفاض وغامض» وأن المنظمة لا تملك الموارد الكافية للقيام بهذه المهمة. في عام 2006 تأسس مجلس حقوق الإنسان المؤلف من 47 دولة ليقوم بهذه المهمة. في عام 2006 أيضًا أصدرت الجمعية العامة (إعلان حقوق الشعوب الأصلية)، وفي عام 2011 أصدرت أول قرار لها يعترف بحقوق المثليين والمثليات ومزدوجي الميل الجنسي ومغايري الهوية الجنسية.
تشمل هيئات الأمم المتحدة الأخرى المسؤولة عن قضايا حقوق المرأة: لجنة الأمم المتحدة المعنية بوضع المرأة وهي لجنة تابعة للمجلس الاقتصادي والاجتماعي تأسست عام 1946؛ وصندوق الأمم المتحدة الإنمائي للمرأة الذي أنشئ عام 1976؛ ومعهد الأمم المتحدة الدولي للبحث والتدريب من أجل النهوض بالمرأة الذي تأسس في عام 1979. كما عقد المنتدى الدائم للأمم المتحدة المعني بقضايا الشعوب الأصلية (وهو أحد الهيئات الثلاث المكلفة بالإشراف على القضايا المتعلقة بالشعوب الأصلية) دورته الأولى في عام 2002.

### التنمية الاقتصادية والمساعدات الإنسانية

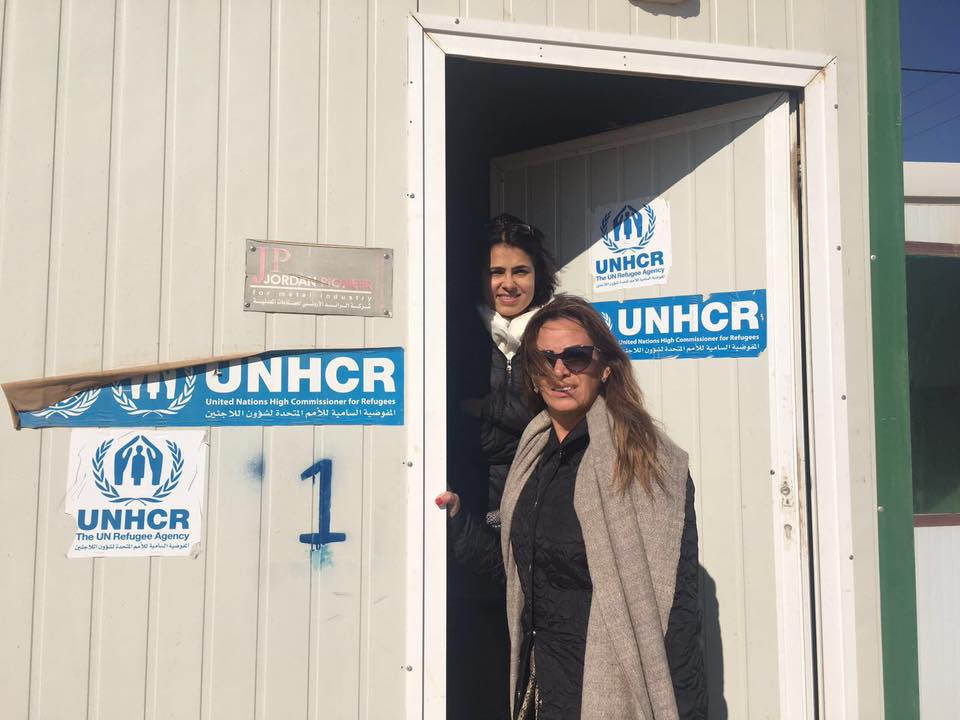
في الأردن، لا زالت المفوضية مسؤولة عن اللاجئين السوريين ومخيم الزعتري للاجئين.

إحدى الأهداف الأساسية الأخرى للأمم المتحدة هو تحقيق التعاون الدولي في حل المشكلات الدولية ذات الطابع الاقتصادي أو الاجتماعي أو الثقافي أو الإنساني. أُنشأت العديد من الهيئات للعمل من أجل تحقيق هذا الهدف بشكل أساسي تحت سلطة الجمعية العامة والمجلس الاقتصادي والاجتماعي. في عام 2000 وافقت الدول الأعضاء في الأمم المتحدة البالغ عددها 192 دولة على تحقيق ثمانية أهداف إنمائية للألفية بحلول عام 2015. أُطلقت أهداف التنمية المستدامة في عام 2015 لتحل محل الأهداف الإنمائية للألفية. ترتبط أهداف التنمية المستدامة بإطار تمويلي يسمى خطة عمل أديس أبابا.
تأسس برنامج الأمم المتحدة الإنمائي (منظمة للمساعدة الفنية القائمة على المنح) عام 1945، وهو أحد الهيئات الرائدة في مجال التنمية الدولية. تنشر المنظمة أيضًا مؤشر التنمية البشرية للأمم المتحدة، وهو مقياس مقارنة يرتب البلدان حسب نسبة الفقر ومحو الأمية والتعليم ومتوسط العمر المتوقع وعوامل أخرى. تعمل منظمة الأغذية والزراعة (الفاو) التي تأسست عام 1945 على تعزيز التنمية الزراعية والأمن الغذائي. أُنشئت اليونيسف (منظمة الأمم المتحدة للطفولة) في عام 1946 لمساعدة الأطفال الأوروبيين بعد الحرب العالمية الثانية ووسعت مهمتها لتقديم المساعدة في جميع أنحاء العالم ودعم اتفاقية حقوق الطفل.
أما مجموعة البنك الدولي وصندوق النقد الدولي فهما وكالتان مستقلتان ومتخصصتان ومراقبتان في إطار الأمم المتحدة وفقًا لاتفاقية 1947. أُسسا في البداية تأسيساً عن الأمم المتحدة من خلال اتفاقية بريتون وودز في عام 1944. يقدم البنك الدولي قروضًا للتنمية الدولية، بينما يشجع صندوق النقد الدولي التعاون الاقتصادي الدولي ويمنح قروضًا طارئة للبلدان المثقلة بالديون.
تركز منظمة الصحة العالمية (WHO) على قضايا الصحة الدولية والقضاء على الأمراض، هي واحدة من أكبر وكالات الأمم المتحدة. في عام 1980 أعلنت الوكالة أن القضاء على مرض الجدري قد اكتمل. في العقود اللاحقة قضت منظمة الصحة العالمية إلى حد كبير على شلل الأطفال والعمى النهري والجذام. ينسق برنامج الأمم المتحدة المشترك المعني بفيروس نقص المناعة البشرية (الإيدز) الذي بدأ في عام 1996 استجابة المنظمة لوباء الإيدز. يخصص صندوق الأمم المتحدة للسكان أيضًا جزءًا من موارده لمكافحة فيروس نقص المناعة البشرية، هو أكبر مصدر في العالم لتمويل خدمات الصحة الإنجابية وتنظيم الأسرة.
غالبًا ما تقوم الأمم المتحدة جنبًا إلى جنب مع الحركة الدولية للصليب الأحمر والهلال الأحمر بدور رائد في تنسيق الإغاثة في حالات الطوارئ. يقدم برنامج الغذاء العالمي الذي أنشئ في عام 1961 مساعدات غذائية استجابة للمجاعات والكوارث الطبيعية والنزاع المسلح. ذكرت المنظمة أنها تُطعِّم ما معدله 90 مليون شخص في 80 دولة كل عام. يعمل مكتب المفوض السامي للأمم المتحدة لشؤون اللاجئين الذي تأسس عام 1950 على حماية حقوق اللاجئين وطالبي اللجوء وعديمي الجنسية. تُموَّل برامج المفوضية السامية للأمم المتحدة لشؤون اللاجئين وبرنامج الأغذية العالمي من خلال المساهمات الطوعية من الحكومات والشركات والأفراد، على الرغم من أن التكاليف الإدارية للمفوضية تدفع من الموازنة الأساسية للأمم المتحدة.

### قضايا عالمية أخرى
نالت أكثر من 80 مستعمرة استقلالها منذ تأسيس الأمم المتحدة. اعتمدت الجمعية العامة (إعلان منح الاستقلال للبلدان والشعوب المستعمرة) في عام 1960 بدون أي أصوات معارضة، إلا أن جميع القوى الاستعمارية الكبرى امتنعت عن التصويت. تعمل الأمم المتحدة من أجل إنهاء الاستعمار من خلال مجموعات تشمل (لجنة الأمم المتحدة لإنهاء الاستعمار) التي تأسست في عام 1962. ولا زال هناك سبعة عشر منطقة متبقية صنفتها اللجنة بأنها «غير متمتعة بالحكم الذاتي»، أكبرها وأكثرها اكتظاظًا بالسكان هي الصحراء الغربية.
بدءًا من تشكيل برنامج الأمم المتحدة للبيئة في عام 1972، تصدرت القضايا البيئية قائمة أولويات الأمم المتحدة. أدى عدم النجاح في العقدين الأولين من عمل الأمم المتحدة في هذا المجال إلى عقد قمة الأرض عام 1992 في ريو دي جانيرو بالبرازيل، والتي سعت إلى إعطاء دفعة جديدة لهذه الجهود. في عام 1988 أسس كل من برنامج الأمم المتحدة للبيئة والمنظمة العالمية للأرصاد الجوية (وهي منظمة أخرى تابعة للأمم المتحدة) الهيئة الحكومية الدولية المعنية بتغير المناخ، والذي يعمل على تقييم وإعداد تقارير حول الأبحاث المتعلقة بالاحتباس الحراري. حدد بروتوكول كيوتو الذي ترعاه الأمم المتحدة والموقع في عام 1997 أهدافًا ملزمة قانونًا لخفض الانبعاثات للدول التي صادقت عليه.
أعلنت الأمم المتحدة أيضًا ونسقت الاحتفالات الدولية التي تزيد من الوعي بالقضايا ذات الاهتمام الدولي؛ تشمل الأمثلة على هذه الاحتفالات (اليوم العالمي للسل) و (يوم الأرض) و (السنة الدولية للصحارى والتصحر).

## التمويل
| قائمة الدول الأعضاء في الأمم المتحدة | مساهمة (% من ميزانية الأمم المتحدة) |
| ------------------------------------ | ----------------------------------- |
| الولايات المتحدة                     | 22٫000                              |
| الصين                                | 12٫005                              |
| اليابان                              | 8٫564                               |
| ألمانيا                              | 6٫090                               |
| المملكة المتحدة                      | 4٫567                               |
| فرنسا                                | 4٫427                               |
| إيطاليا                              | 3٫307                               |
| البرازيل                             | 2٫948                               |
| كندا                                 | 2٫734                               |
| روسيا                                | 2٫405                               |
| كوريا الجنوبية                       | 2٫267                               |
| أستراليا                             | 2٫210                               |
| إسبانيا                              | 2٫146                               |
| تركيا                                | 1٫371                               |
| هولندا                               | 1٫356                               |
| المكسيك                              | 1٫292                               |
| السعودية                             | 1٫172                               |
| سويسرا                               | 1٫151                               |
| الأرجنتين                            | 0٫915                               |
| السويد                               | 0٫906                               |
| الهند                                | 0٫834                               |
| بلجيكا                               | 0٫821                               |
| بولندا                               | 0٫802                               |
| الجزائر                              | 0٫788                               |
| النرويج                              | 0٫754                               |

بلغت ميزانية الأمم المتحدة لعام 2020 ما يقارب 3.1 مليار دولار، وهي لا تشمل الموارد الإضافية التي تبرعت بها الدول الأعضاء مثل قوات حفظ السلام. تُمول الأمم المتحدة من المساهمات المقررة والطوعية من الدول الأعضاء، تقر الجمعية العامة الميزانية العادية وتحدد نصيب كل عضو، وهذا يعتمد بشكل عام على القدرة النسبية لكل بلد على السداد مقاسة بدخلها القومي الإجمالي (GNI)، مع الأخذ بعين الاعتبار الديون الخارجية والدخل الفردي المنخفض.
لقد أرست الجمعية المبدأ القائل بأنه لا ينبغي للأمم المتحدة أن تعتمد اعتمادًا مفرطًا على أي عضو في تمويل عملياتها. لذا فإن هناك معدل «سقف» يحدد الحد الأقصى للمبلغ الذي يمكن لأي عضو أن يخصصه للميزانية العادية، في ديسمبر 2000 راجعت الجمعية جدول الأنصبة المقررة استجابة لضغوط من الولايات المتحدة، وكجزء من هذا التعديل خُفِّض سقف الميزانية العادية من 25٪ إلى 22٪. بالنسبة للبلدان الأقل نماءً يطبق معدل حد أقصى مقداره 0.01٪. بالإضافة إلى معدلات الحد الأقصى يحدد الحد الأدنى للمبلغ المقدّر لأي دولة عضو (أو معدل «الحد الأدنى») بنسبة 0.001٪ من ميزانية الأمم المتحدة (55120 دولارًا أمريكيًا كموازنة للسنتين الماليتين 2013-2014).
ينفق جزء كبير من موازنة الأمم المتحدة على مهمتها الأساسية المتمثلة في إحلال السلام والأمن، وتُقيَّم هذه الميزانية تقييماً منفصلاً عن الميزانية الرئيسة للمنظمة. بلغت ميزانية حفظ السلام للسنة المالية 2015-2016 ما قيمته 8.27 مليار دولار أمريكي، وهو مبلغ كافٍ لدعم 89,546 جنديًا منتشرين في 16 بعثة حول العالم. تمول عمليات السلام التابعة للأمم المتحدة من خلال التقييمات، باستخدام صيغة مشتقة من مقياس التمويل العادي الذي يتضمن رسومًا إضافية مرجحة للأعضاء الخمسة الدائمين في مجلس الأمن، الذين يجب أن يوافقوا على جميع عمليات حفظ السلام. ويعمل هذا الرسم الإضافي على معادلة المعدلات المخصومة للأنصبة المقررة لعمليات حفظ السلام لأقل البلدان نموا.
أكبر المساهمين ماليا لدعم عمليات حفظ السلام للأمم المتحدة للفترة 2020-2021 هم: الولايات المتحدة (27.89٪)، الصين (15.21٪)، اليابان (8.56٪)، ألمانيا (6.09٪)، المملكة المتحدة (5.79٪)، فرنسا (5.61٪)، إيطاليا (3.30٪)، روسيا (3.04٪)، كندا (2.73٪)، أما برامج الأمم المتحدة الخاصة غير المدرجة في الميزانية العادية مثل اليونيسف وبرنامج الغذاء العالمي فتمول من المساهمات الطوعية من الحكومات الأعضاء والشركات والأفراد.

## التقييم والجوائز

### التقييم
كتب جاك فوميران عن تقييم الأمم المتحدة ككل قائلا أن «إنجازات الأمم المتحدة في السنوات الستين الماضية مثيرة للإعجاب، لقد كان التقدم في التنمية البشرية خلال القرن العشرين مثيرًا وقد ساعدت الأمم المتحدة ووكالاتها بالتأكيد على أن يصبح العالم مكانًا أكثر كرمًا ومناسبا لعيش الملايين من الناس». كما كتب المؤلف ستانلي ميسلر في تقييمه للسنوات الخمسين الأولى من تاريخ الأمم المتحدة قائلا: «إن الأمم المتحدة لم تحقق آمال مؤسسيها أبدًا، لكنها مع ذلك أنجزت الكثير»، مشيرًا إلى دورها في إنهاء الاستعمار وجهودها العديدة الناجحة في حفظ السلام.
يرى المؤرخ البريطاني بول كينيدي أن الأمم المتحدة وبالرغم من أنها قد عانت من بعض الانتكاسات الكبرى إلا أنه وبحسب قوله:«..عندما يُنظر في جميع جوانبها نرى أنها قد جلبت فوائد كبيرة لجيلنا وستعود بالفوائد على أجيال أبنائنا وأحفادنا أيضًا.» أما الرئيس الفرنسي الأسبق فرانسوا هولاند فقد صرح في عام 2012 قائلا: «أن فرنسا تثق في الأمم المتحدة وتعلم أنه لا توجد دولة مهما كانت قوتها يمكنها حل المشاكل بشكل عاجل والنضال من أجل التنمية ووضع حد لجميع الأزمات، إنَّ فرنسا تريد من الأمم المتحدة أن تفعل ذلك وأن تكون مركز الحكم العالمي». كما أعرب الرئيس الأمريكي دوايت أيزنهاور في خطابه عام 1953 أمام لجنة الولايات المتحدة بمناسبة يوم الأمم المتحدة عن وجهة نظر مفادها أن الأمم المتحدة وعلى الرغم من كل عيوبها تمثل أفضل مؤسسة من تنظيم الإنسان نجحت باستبدال ساحة المعركة بطاولة المؤتمر.
تُقيَّم بعثات حفظ السلام التابعة للأمم المتحدة على أنها ناجحة بشكل عام. وجد تحليل لـ 47 عملية سلام أجرته فرجينيا بيج فورتنا من جامعة كولومبيا أن حل النزاعات بقيادة الأمم المتحدة عادة ما يؤدي إلى سلام طويل الأمد. درس علماء السياسة هان فيجيلدي وليزا هولتمان وديزيريه نيلسون من جامعة أوبسالا بيانات عشرين عامًا حول بعثات حفظ السلام بما في ذلك في لبنان وجمهورية الكونغو الديمقراطية وجمهورية إفريقيا الوسطى وخلصوا إلى أنها كانت أكثر فعالية في الحد من الخسائر في صفوف المدنيين من عمليات مكافحة الإرهاب من قبل الدول القومية. تفترض الأستاذة ليز هوارد من جامعة جورجتاون أن عمليات حفظ السلام التابعة للأمم المتحدة أكثر فعالية نظرًا لاعتمادها على أساليب الإقناع اللفظي والإغراءات المالية والإجبار (ولكن بدون استخدام القوة العسكرية الهجومية بما في ذلك المراقبة والاعتقال) والتي من المرجح أن لهذه الأساليب تأثيرًا على تغيير سلوك الأطراف المتحاربة.

### الجوائز

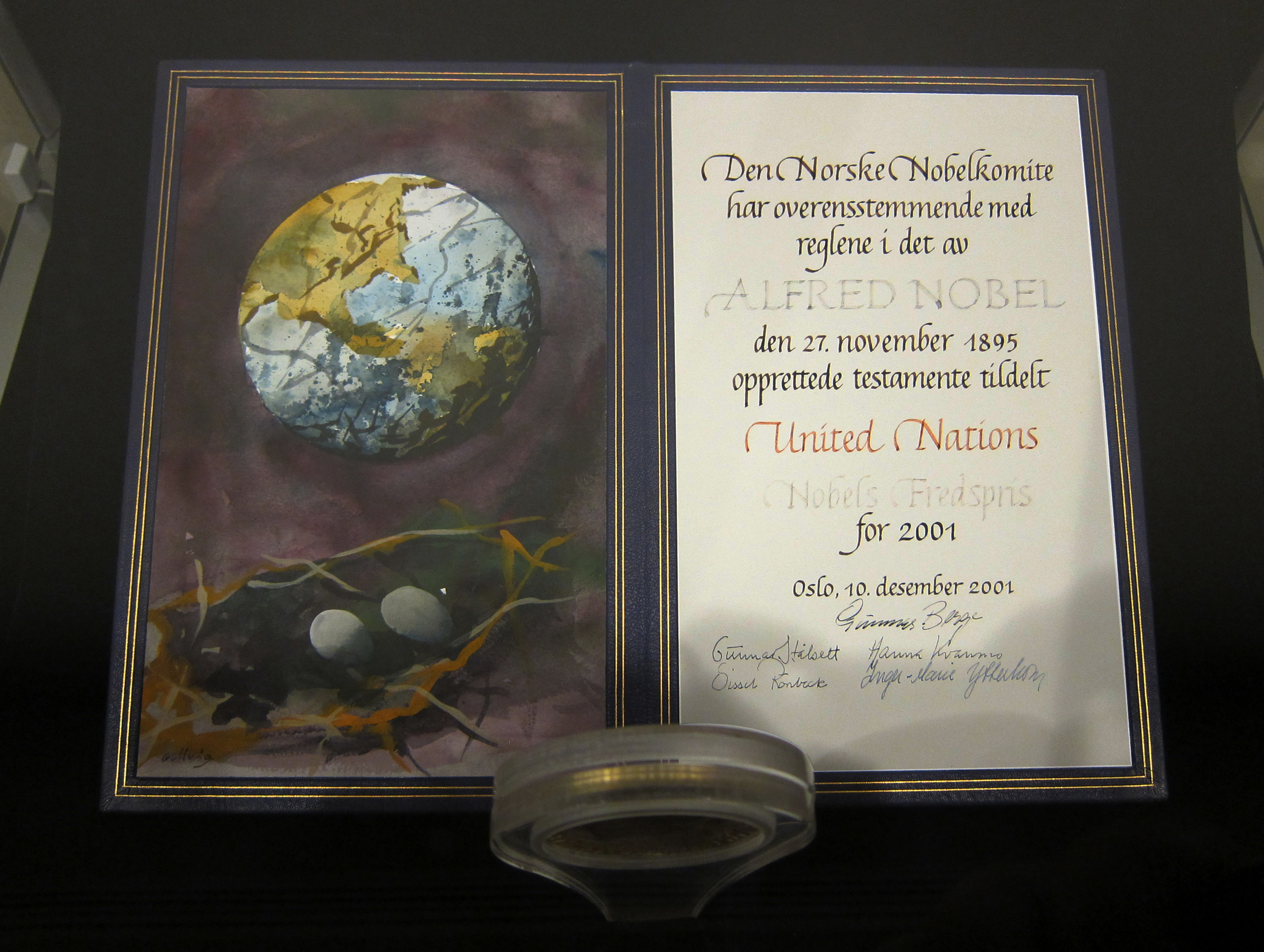
جائزة نوبل للسلام لعام 2001 الممنوحة للأمم المتحدة معروضة في بهو مقر الأمم المتحدة في مدينة نيويورك.

فازت العديد من الوكالات والأفراد المرتبطين بالأمم المتحدة بجائزة نوبل للسلام تقديراً لعملهم. حصل كل من الأمينين العامين داغ همرشولد وكوفي أنان على الجائزة (في عام 1961 و2001 على التوالي)، كما حصل على الجائزة أيضا كل من رالف بانش مفاوض الأمم المتحدة (1950)، ورينيه كاسان وهو أحد المساهمين في صياغة الإعلان العالمي لحقوق الإنسان (1968)، ووزير الخارجية الأمريكي كورديل هل لدوره الجوهري في تأسيس المنظمة (1945)، وليستر بولز بيرسون وزير الدولة الكندي للشؤون الخارجية (1957) لدوره في تنظيم أول قوة حفظ سلام تابعة للأمم المتحدة لحل أزمة السويس. كما فازت اليونيسف بالجائزة في عام 1965، ومنظمة العمل الدولية في عام 1969، وقوات حفظ السلام التابعة للأمم المتحدة في عام 1988، والوكالة الدولية للطاقة الذرية (التي تقدم تقاريرها إلى الأمم المتحدة) ورئيسها آنذاك محمد البرادعي في عام 2005، ومنظمة حظر الأسلحة الكيميائية في عام 2013. فازت المفوضية السامية للأمم المتحدة لشؤون اللاجئين بالجائزة مرتين (في عامي 1954 و1981) لتصبح واحدة من اثنين فقط من الفائزين بالجائزة مرتين. حصلت الأمم المتحدة ككل على الجائزة في عام 2001 وتقاسمتها مع كوفي أنان. في عام 2007 حصلت الهيئة الحكومية الدولية المعنية بتغير المناخ على الجائزة لجهودها في بناء ونشر معرفة أكبر حول دور الإنسان في تغير المناخ، ودورها في وضع الأسس للتدابير اللازمة لمواجهة هذا التغيير.

## انتقادات

### الدور
في فبراير 2003 ذكر الرئيس الأمريكي جورج بوش (في إشارة إلى غموض الأمم المتحدة بشأن الاستفزازات العراقية في ظل نظام صدام حسين) أن الدول الحرة لن تسمح للأمم المتحدة بأن تفقد قيمتها التاريخية كمجتمع غير فعال وغير مفيد للنقاش.
في عام 2020، أشار الرئيس باراك أوباما في مذكراته (الأرض الموعودة) قائلا: «... في منتصف الحرب الباردة كانت فرص التوصل إلى أي إجماع ضئيلة، ولهذا السبب وقفت الأمم المتحدة مكتوفة الأيدي في الوقت الذي كانت الدبابات السوفيتية تتوغل في المجر أو الطائرات الأمريكية تسقط قنابل النابالم على الريف الفيتنامي، وحتى بعد الحرب الباردة، استمرت الانقسامات داخل مجلس الأمن في إعاقة قدرة الأمم المتحدة على معالجة المشاكل، فقد افتقرت الدول الأعضاء فيها إلى الوسائل أو الإرادة الجماعية لإعادة بناء الدول الضعيفة مثل الصومال أو منع المذابح العرقية في أماكن مثل سريلانكا».
ومنذ تأسيسها برزت دعوات عديدة لإصلاح الأمم المتحدة ولكن كان هناك إجماعاً ضئيلاً حول كيفية القيام بذلك. يريد البعض أن تلعب الأمم المتحدة دورًا أكبر أو أكثر فعالية في الشؤون العالمية بينما يريد البعض الآخر أن يقتصر دورها على العمل الإنساني.

### التمثيل والهيكل التنظيمي
غالبًا ما توصف السمات الأساسية لجهاز الأمم المتحدة مثل حق النقض لبعض الدول في مجلس الأمن بأنها غير ديمقراطية في الأساس وتتعارض مع مهمة الأمم المتحدة وسبب رئيسي للتقاعس عن اتخاذ إجراءات بشأن الإبادة الجماعية والجرائم ضد الإنسانية.
يقول جاك فوميراند إن الانقسام الأكثر ديمومة في وجهات نظر الأمم المتحدة هو الانقسام بين الشمال والجنوب بين الدول الشمالية الأكثر ثراءً والدول النامية في الجنوب. تميل دول الجنوب إلى تفضيل وجود أمم متحدة تتمتع بصلاحيات أكبر مع وجود جمعية عامة أقوى، مما يسمح لها بصوت أقوى في الشؤون العالمية، بينما تفضل دول الشمال مبدأ عدم التدخل الأمم المتحدة اقتصاديًا وأن يكون تركيزها على التهديدات العابرة للحدود الوطنية مثل الإرهاب.
كانت هناك أيضًا دعوات عديدة لزيادة مدة عضوية الدولة في مجلس الأمن التابع للأمم المتحدة، كما نوقشت طرق مختلفة لانتخاب الأمين العام للأمم المتحدة ولانتخاب جمعية برلمانية للأمم المتحدة.

### استبعاد الدول

خريطة العالم تُظهر تعريفًا تقليديًا لتقسيم الشمال والجنوب (صنفت الدول الحمراء في هذه الخريطة على أنها «جنوب عالمي»، والدول الزرقاء على أنها «شمال عالمي»)

بعد الحرب العالمية الثانية، تأخر اعتراف الولايات المتحدة باللجنة الفرنسية للتحرير الوطني كحكومة مؤقتة لفرنسا الحرة، وبالتالي استُبعدت فرنسا في البداية من المؤتمرات التي أنشأت المنظمة الجديدة. انتقد الرئيس الفرنسي شارل ديغول الأمم المتحدة واصفاً إياها بأنها آلة (أداة)، ولم يكن مقتنعاً بأن التحالف الأمني العالمي من شأنه أن يساعد في الحفاظ على السلام العالمي، مفضلاً معاهدات الدفاع المباشر بين الدول.
ومنذ عام 1971 استُبعدت تايوان من الأمم المتحدة، ومنذ ذلك الحين رُفضت باستمرار كل طلبات الانضمام الجديدة لتايوان، كما لا يُسمح للمواطنين التايوانيين بدخول مباني الأمم المتحدة بجوازات سفر جمهورية الصين. بهذه الطريقة يتفق النقاد على أن الأمم المتحدة فشلت في تحقيق أهدافها الإنمائية ومبادئها التوجيهية، جلب هذا النقد أيضًا ضغوطًا من جمهورية الصين الشعبية التي تعتبر الأراضي التي تديرها جمهورية الصين (بما فيها تايوان) أراضيها الخاصة.

### الاستقلالية
طوال الحرب الباردة، اتهمت كل من الولايات المتحدة والاتحاد السوفيتي الأمم المتحدة مرارًا وتكرارًا بتفضيل الطرف الآخر، في عام 1953 أجبر اتحاد الجمهوريات الاشتراكية السوفياتية فعليًا تريغفي لي الأمين العام آنذاك على تقديم استقالته من خلال الامتناع عن التعامل معه. في الخمسينيات والستينيات من القرن الماضي، ظهرت في الولايات المتحدة ملصقات دعائية كتب عليها «لا يمكنك تهجئة الشيوعية بدون الأمم المتحدة» وهو تعبير مجازي يقصد به تواطئ الأمم المتحدة مع الدول الشيوعية كالاتحاد السوفييتي.

### الانحياز
وصف العديد من النقاد كالدبلوماسي الإسرائيلي دوري جولد، والباحث البريطاني روبرت ويستريتش، والباحث القانوني الأمريكي آلان ديرشوفيتز، والسياسي الأسترالي مارك دريفوس، ورابطة مكافحة التشهير اهتمام الأمم المتحدة بطريقة تعامل إسرائيل مع الفلسطينيين بأنه مبالغ فيه. في سبتمبر 2015 انتُخب فيصل بن حسن طراد رئيسًا للجنة مجلس حقوق الإنسان التابع للأمم المتحدة التي تعين خبراء مستقلين، وهي خطوة انتقدتها جماعات حقوق الإنسان.

### الفاعلية
وفقًا للباحث العلاقات الدولية والمدير السابق لمركز التنظيم الدولي في كلية الشؤون الدولية والعامة بجامعة كولومبيا إدوارد لاك فقد عملت الولايات المتحدة على إضعاف دور الأمم المتحدة في القضايا الكبرى أو مشروعات الأمم المتحدة الرئيسية لكي لا تتدخل الأمم المتحدة في سياسات الولايات المتحدة أو تعارضها، وأضاف لاك: «إن آخر شيء تريده الولايات المتحدة هو وجود أمم متحدة مستقلة لها ثقل عالمي». وبالمثل صرَّح سفير الولايات المتحدة السابق لدى الأمم المتحدة دانيال باتريك موينيهان قائلا: «...أن وزارة الخارجية الأمريكية كانت ترغب في أثبات أن الأمم المتحدة ليست فعالة مطلقًا في أي إجراءات تتخذها، لقد أوكلت إلي هذه المهمة وأكملتها بقدر لا بأس به من النجاح».

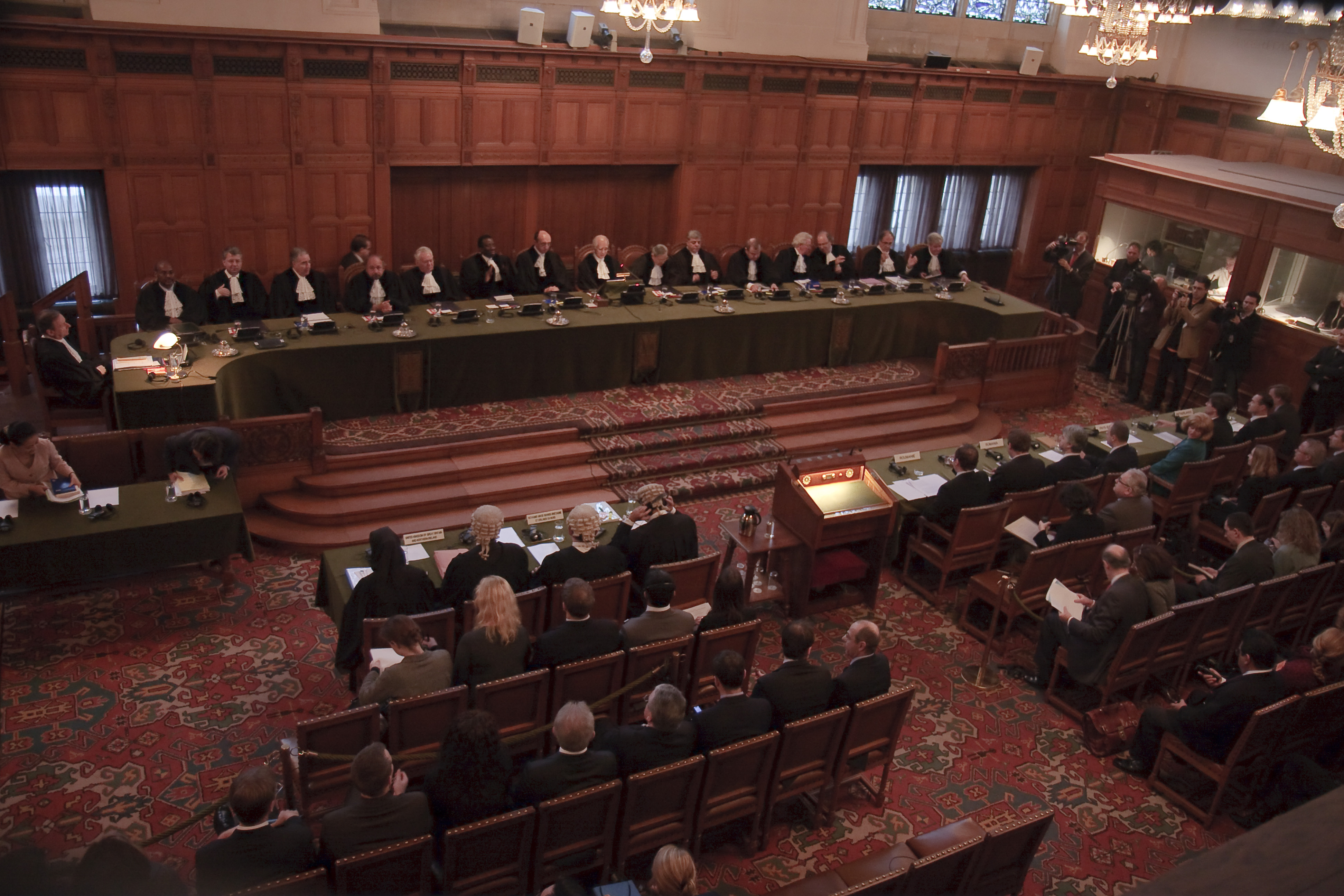
قضت محكمة العدل الدولية بأن إعلان كوسوفو أحادي الجانب لاستقلالها عن صربيا عام 2008 لا ينتهك القانون الدولي.

نشر الممثل الخاص السابق للأمين العام للأمم المتحدة في الصومال محمد سحنون في عام 1994 كتاب (الصومال: الفرص الضائعة)، وهو كتاب يحلل فيه أسباب فشل تدخل الأمم المتحدة في الصومال عام 1992، ذكر الكتاب أن الأمم المتحدة أضاعت ثلاث فرص على الأقل لمنع المآسي الإنسانية الكبرى التي وقعت في الفترة ما بين الحرب الأهلية الصومالية في عام 1988 إلى سقوط نظام محمد سياد بري في يناير 1991، إذ تفوقت المنظمات غير الحكومية تمامًا على الأمم المتحدة فيما يتعلق بتقديم المساعدات الإنسانية، بسبب كفاءة هذه المنظمات وتفانيها بشكل ملحوظ مقارنة بالحذر المفرط وعدم الكفاءة البيروقراطية للأمم المتحدة، وحذر محمد سحنون في حال لم تُجر إصلاحات جذرية فإن استجابة الأمم المتحدة لمثل هذا النوع من الأزمات ستكون عشوائية وغير لائقة. حتى أن بعض العلماء ناقشوا فعالية الأمم المتحدة ككل. يجادل العلماء المنتمون للمدرسة الواقعية الذين يتخذون موقفًا متشائمًا بأن الأمم المتحدة ليست منظمة فعالة لأن القوى العظمى تهيمن عليها، من ناحية أخرى يعتقد العلماء الليبراليون بأن الأمم المتحدة منظمة فعالة لأنها أثبتت قدرتها على حل العديد من المشكلات.

### عدم الكفاءة والفساد
اتهم النقاد الأمم المتحدة بعدم الكفاءة البيروقراطية والهدر والفساد. ففي عام 1976 أنشأت الجمعية العامة (وحدة التفتيش المشتركة) للبحث عن أوجه القصور داخل منظومة الأمم المتحدة. خلال التسعينيات حجبت الولايات المتحدة المستحقات المالية عن المنظمة بسبب عدم الكفاءة واشترطت إدخال مبادرة إصلاحات رئيسية لاستئناف الدفع والسداد. في عام 1994 أنشأت الجمعية العامة مكتب خدمات الرقابة الداخلية ليكون بمثابة رقيب على كفاءة المنظمة.
في عام 2004 واجهت الأمم المتحدة اتهامات بأن برنامج النفط مقابل الغذاء الذي سُمح للعراق بموجبه بمبادلة النفط بالاحتياجات الأساسية لتخفيف ضغط العقوبات قد تفشى فيه الفساد على نطاق واسع بما في ذلك مليارات الدولارات من الرشاوى. ووجد تحقيق مستقل أجرته الأمم المتحدة أن العديد من مسؤوليها متورطون، كما طرح التحقيق أسئلة مهمة حول دور كوجو أنان نجل كوفي أنان في هذا البرنامج.

## وصلات خارجية
- الموقع الرسمي
- الأمم المتحدة على موقع الموسوعة البريطانية (الإنجليزية)